# 自然界的藝術形態
《自然界的藝術形態》（德語：Kunstformen der Natur）是由德國醫生、比較解剖學、生物学家恩斯特·海克爾所出版的平板印刷插畫圖鑑。

## 出版歷史
海克爾的生物插畫最早從1899年開始以十張的集合出版，1904年出版完整的總集，包含了100幅各式各樣生物的插畫，其中很多物種是由海克爾首度繪製的。在海克爾的職業生涯之中，以他的水彩和素描為本，由雕版家Adolf Giltsch製作了超過1000份的雕版，其中最好的幾幅收錄成本書。
本書的第二版出版於1924年，只收錄了30幅圖片。

## 題材
據海克爾的學生Olaf Breidbach所言，這本書並不只是一本插圖總集，而能總結海克爾的世界觀，即秩序與對稱的美感。海克爾特別執著於水母、菊石以及矽藻等生物型體所擁有的完美對稱性，並於強調構圖，以加深視覺的衝擊。
本書比較知名的作品是數幅放射蟲的繪圖，甚至使業餘的顯微鏡的觀測風行起來；而刺胞動物門的圖片，如水母、海葵等，也是公認的傑作。其中一種名為Desmonema annasethe （現稱為Cyanea annasethe）的物種，是海克爾在其最後一任妻子Anna Sethe死後所觀察、繪製的。

## 影響
《自然界的藝術形態》對20世紀早期的繪畫、建築和設計有很大的影響，這本書使世人了解自然界中繁複、完美對稱的各種構造，使科學和藝術的關聯更加緊密。新藝術運動的多位藝術家都受到此書的影響，如勒内·比内、卡尔·布劳斯菲尔德、汉斯·克里斯蒂安森與艾米里·加利等。其中一個知名的例子是汉德瑞克·彼图斯·伯拉吉所設計的阿姆斯特丹舊證券交易所。

## 藝廊
海克爾原本的分類以斜體字註記。

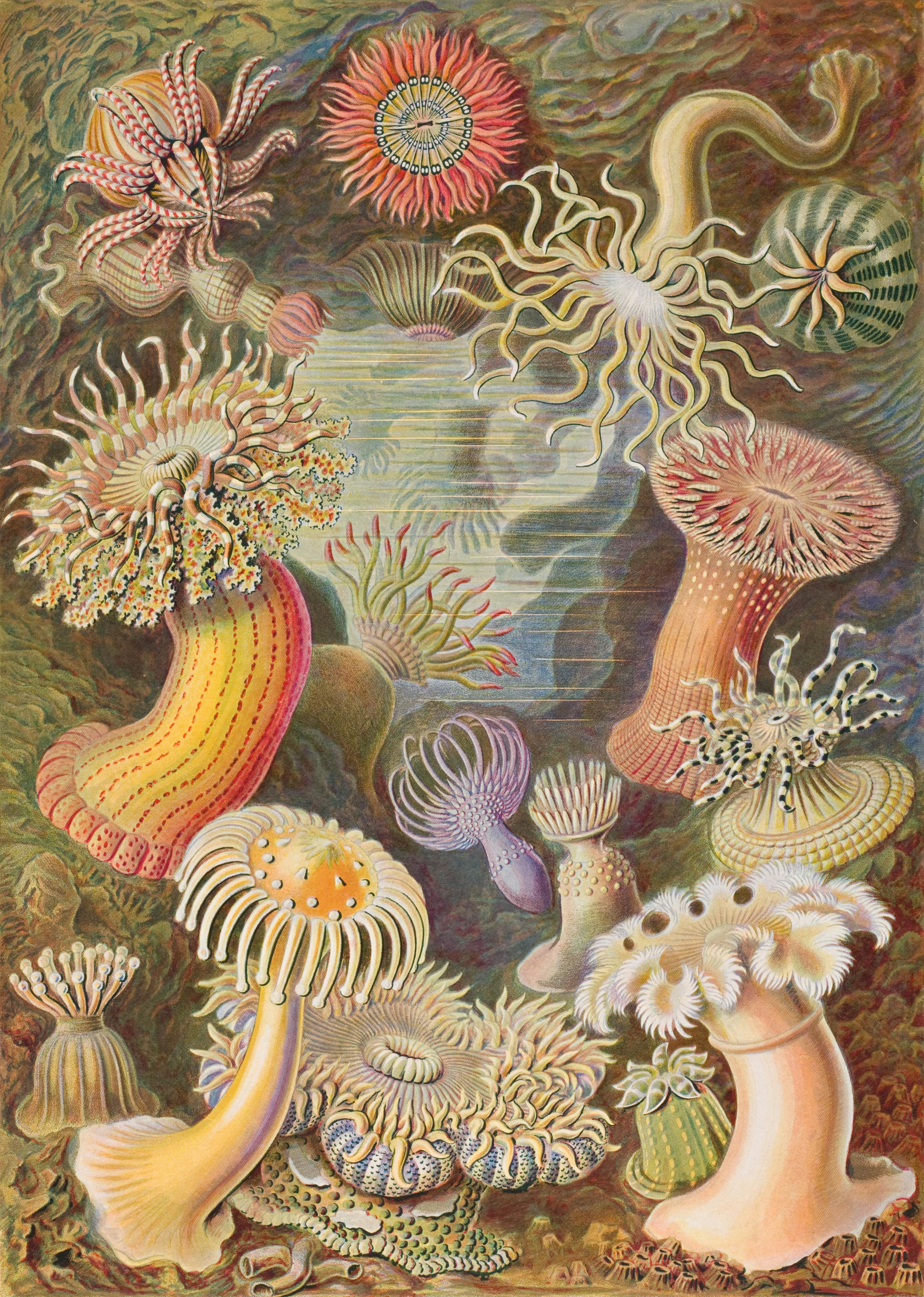
海葵 （Actiniae）
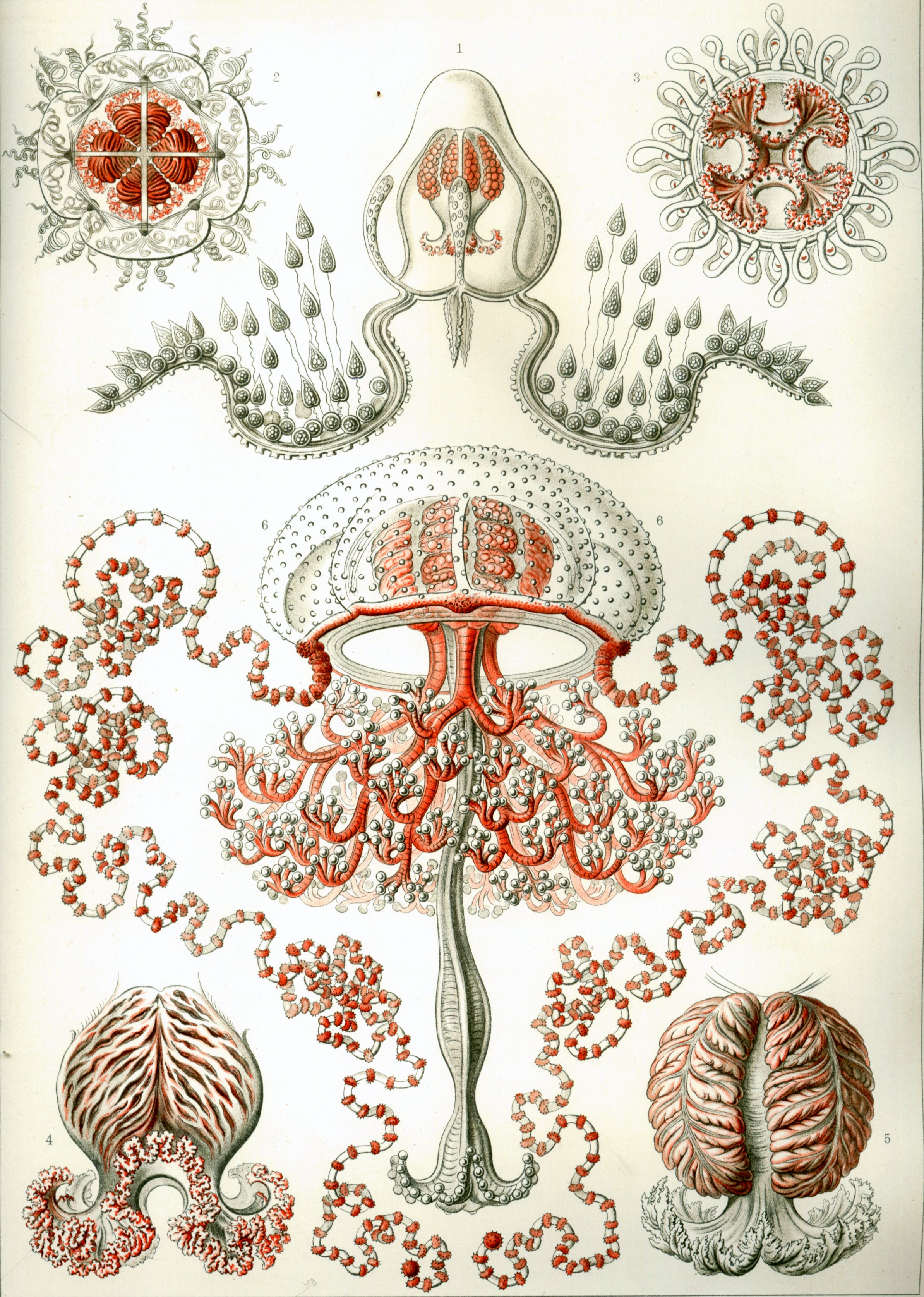
花水母目（Anthomedusae）
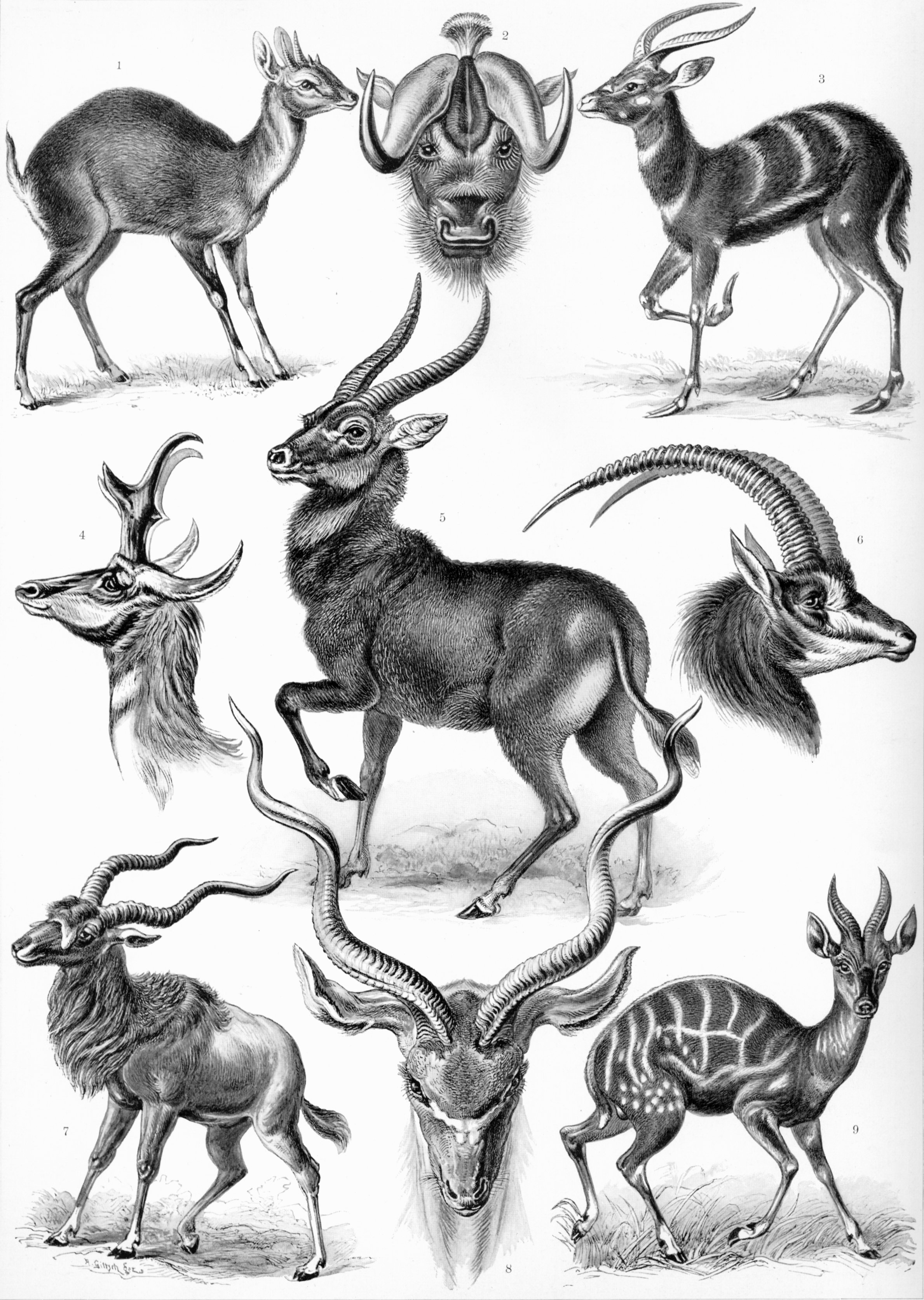
羚羊（Antilopina）
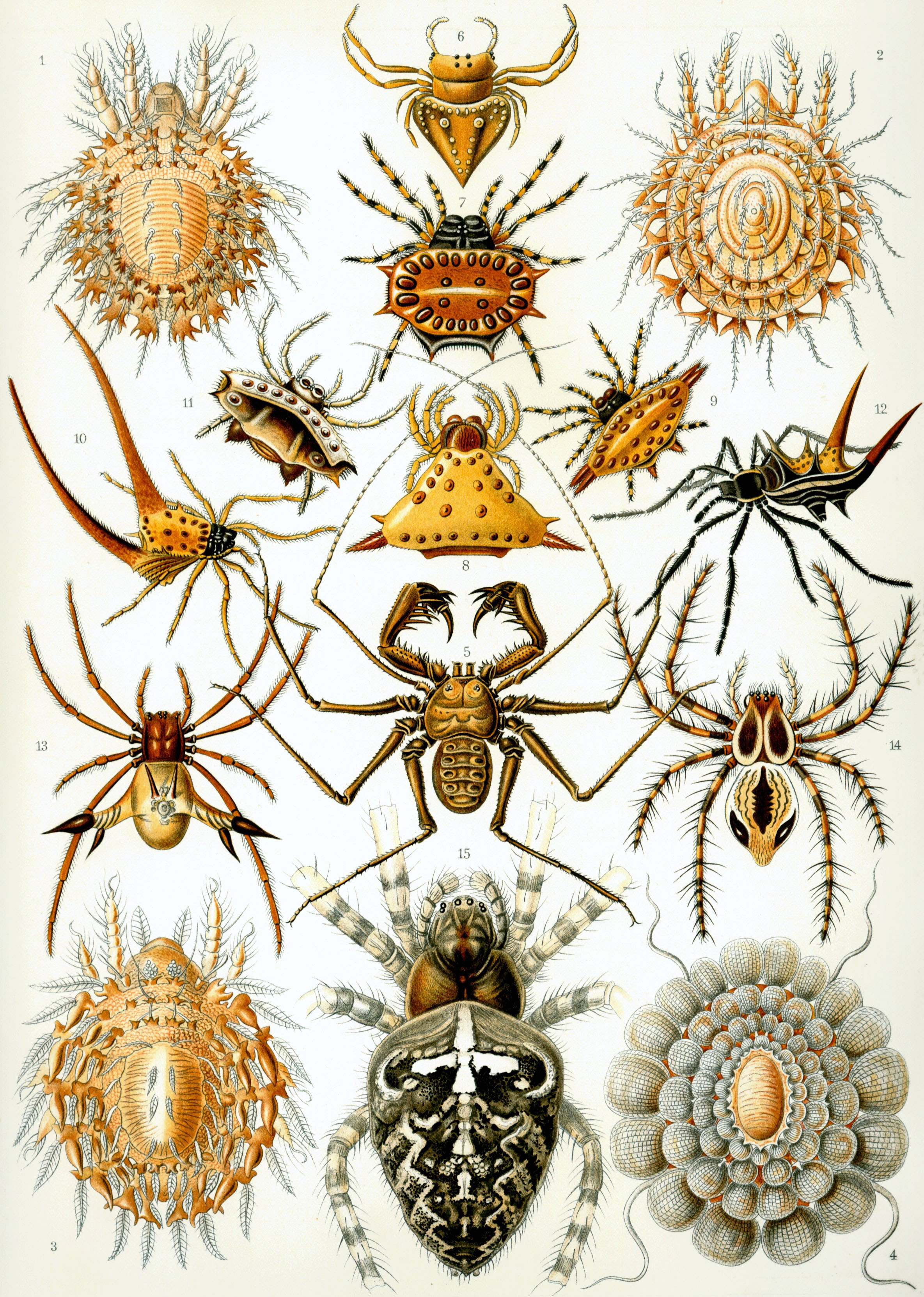
蛛形綱 （Arachnida）
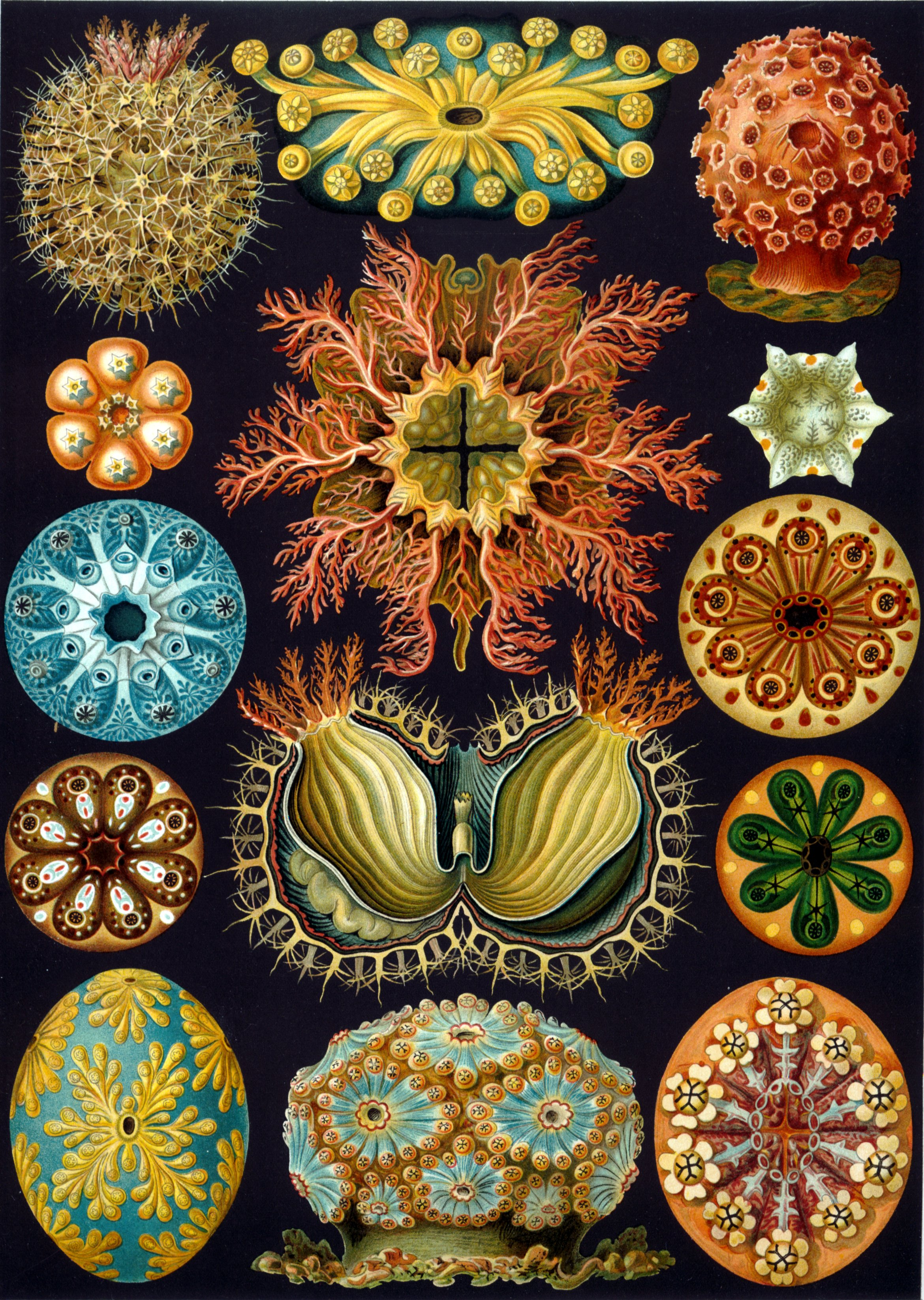
海鞘 （Ascidiae）
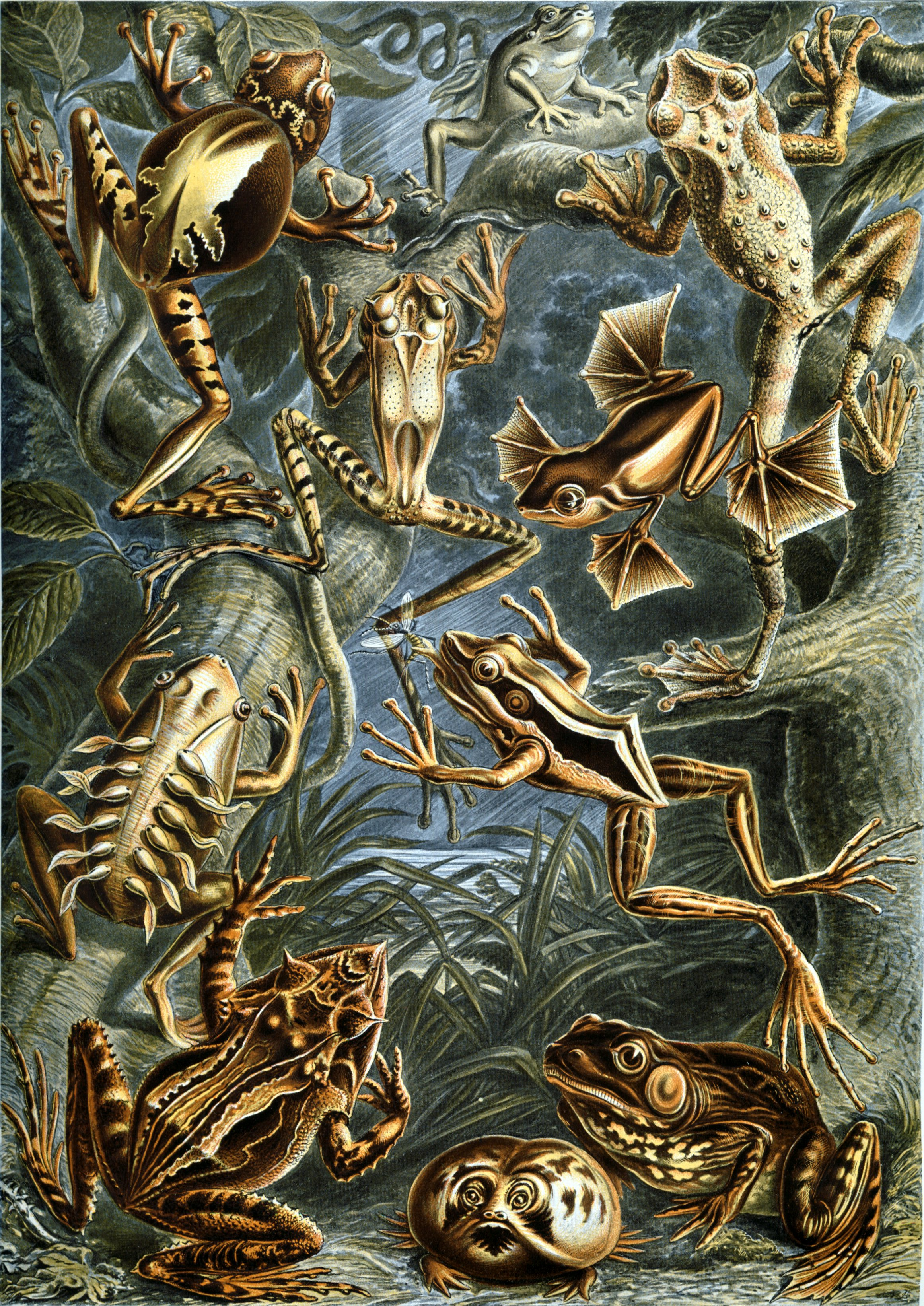
蛙 （Batrachia）
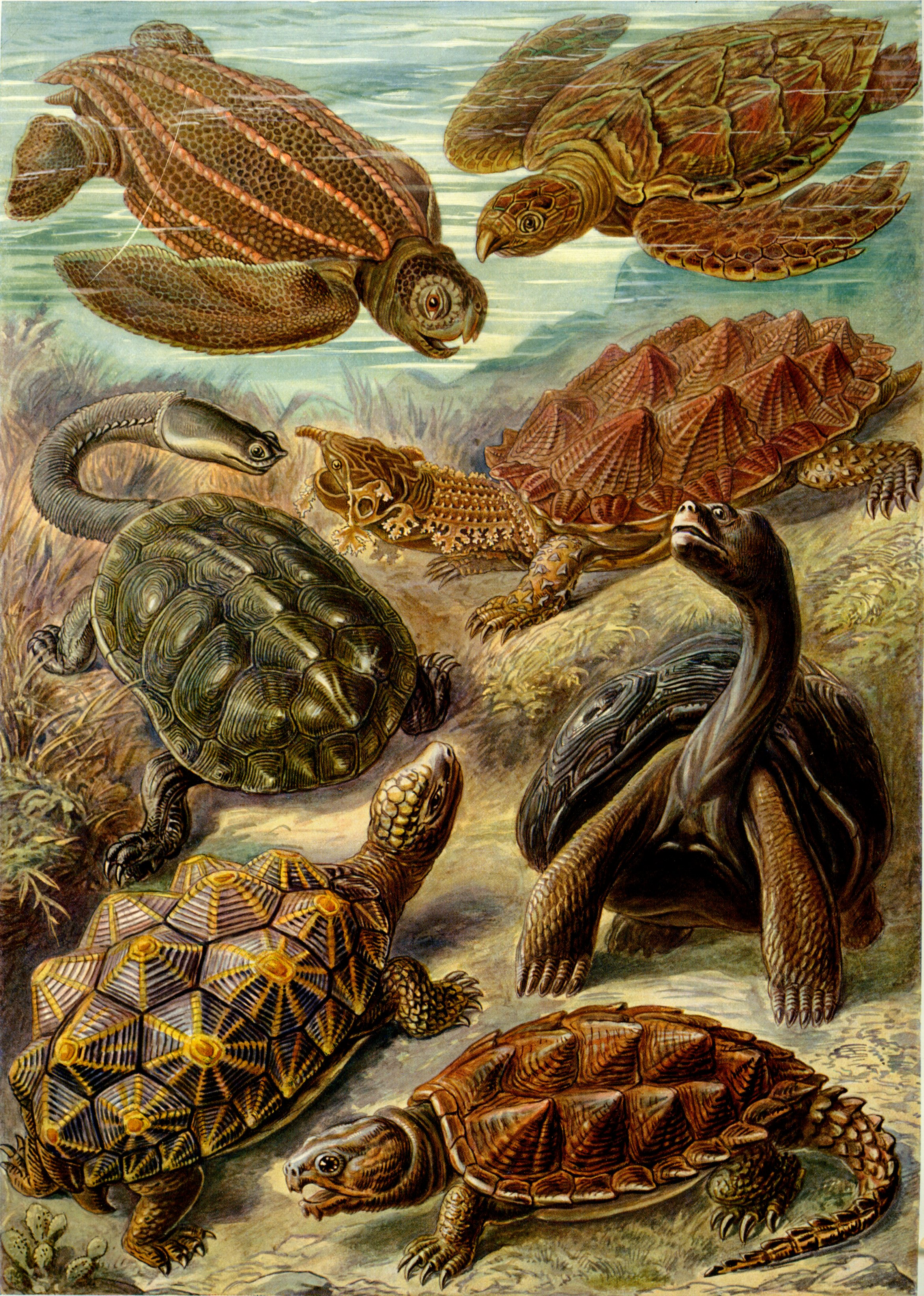
龜 （Chelonia）
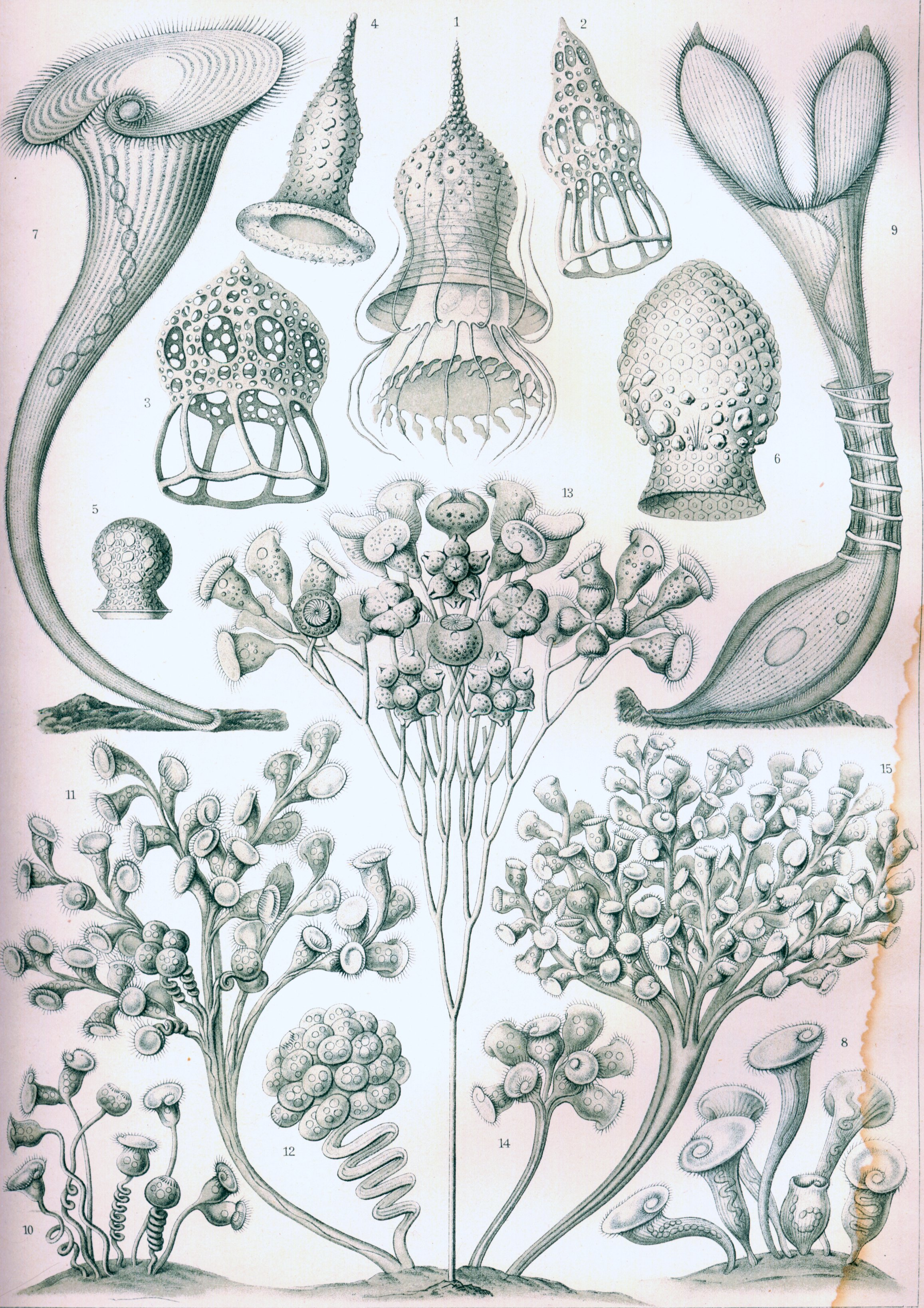
纖毛亞綱（Ciliata）
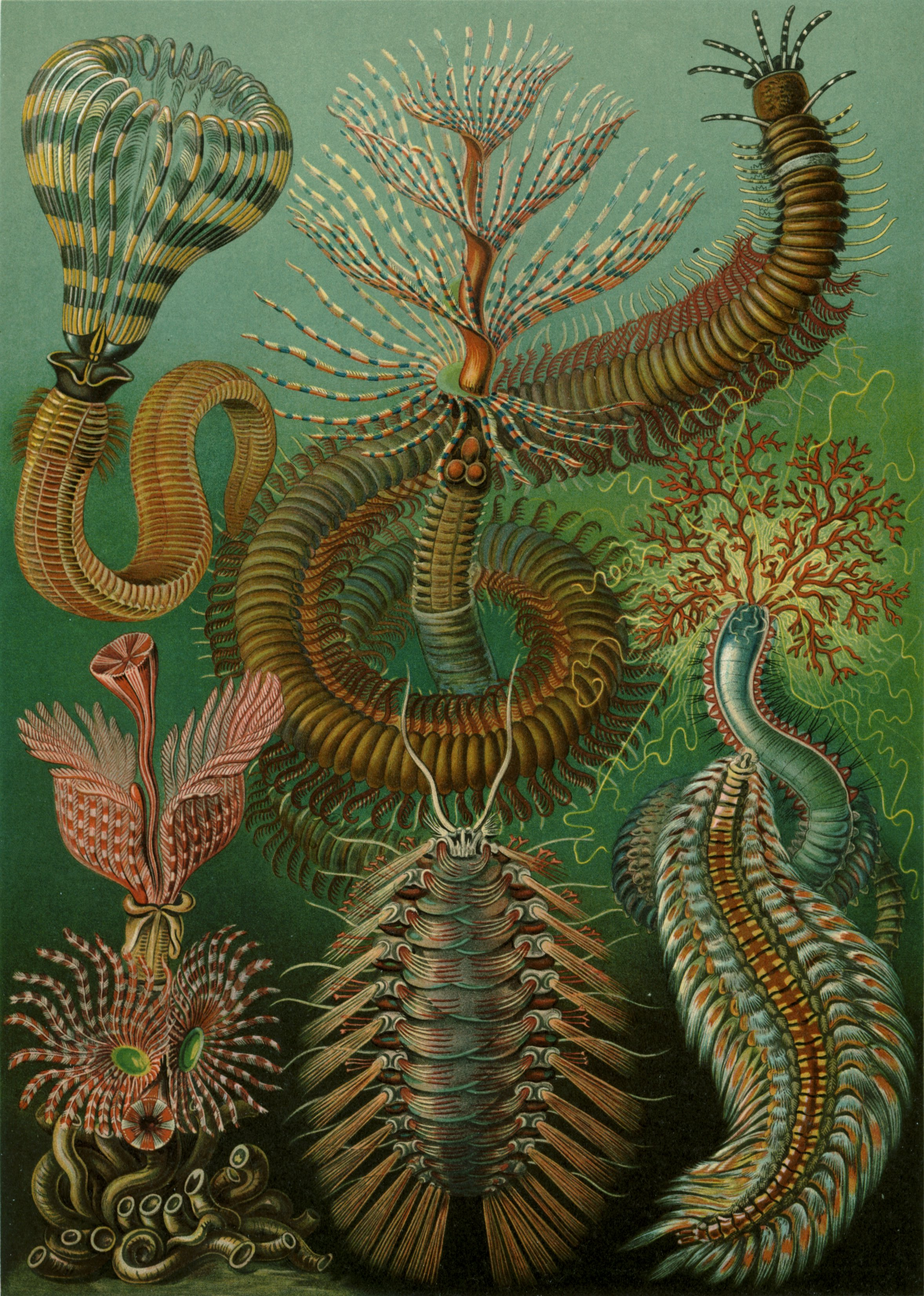
毛足綱（Chaetopoda）
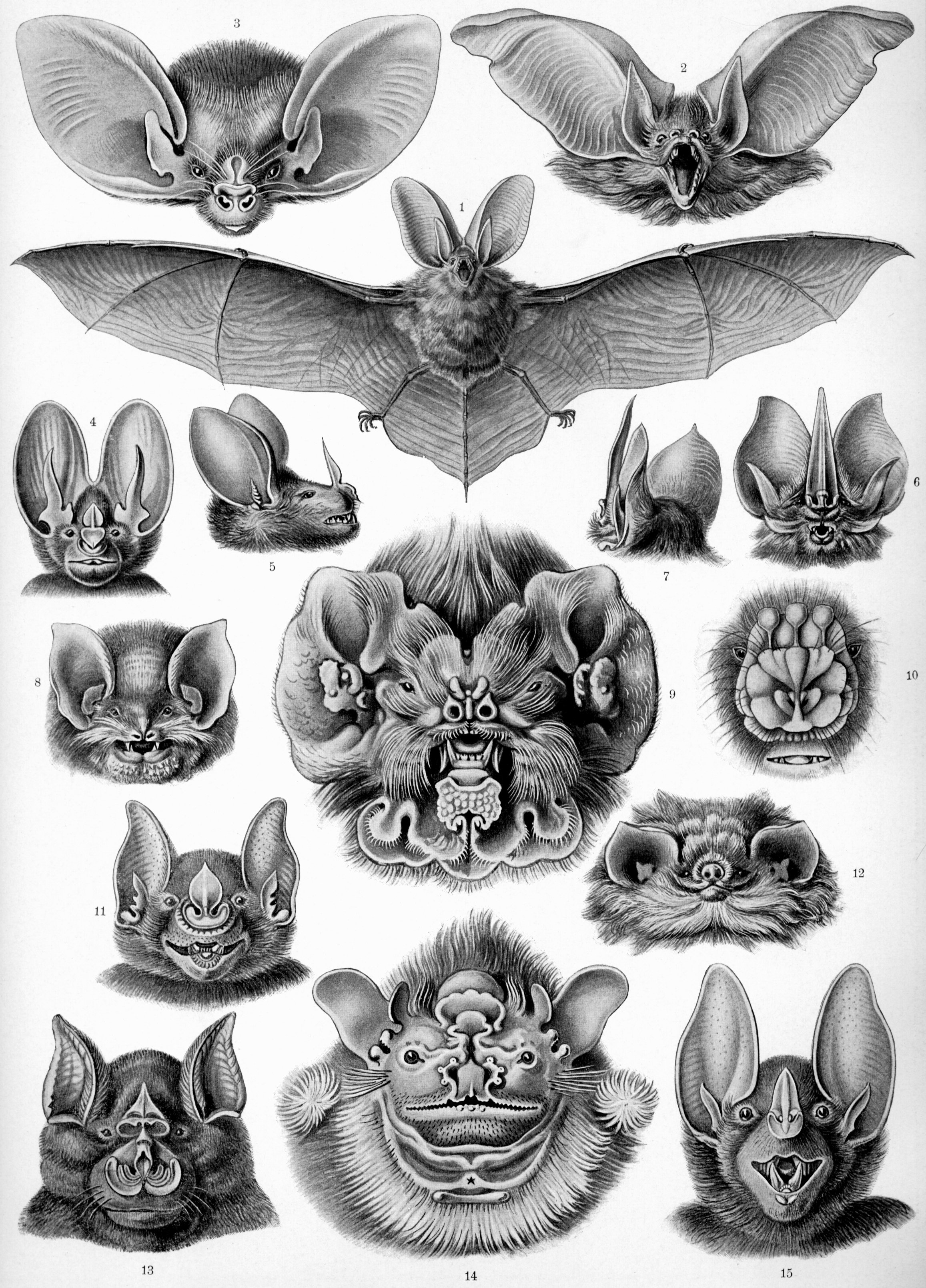
蝙蝠 （Chiroptera）
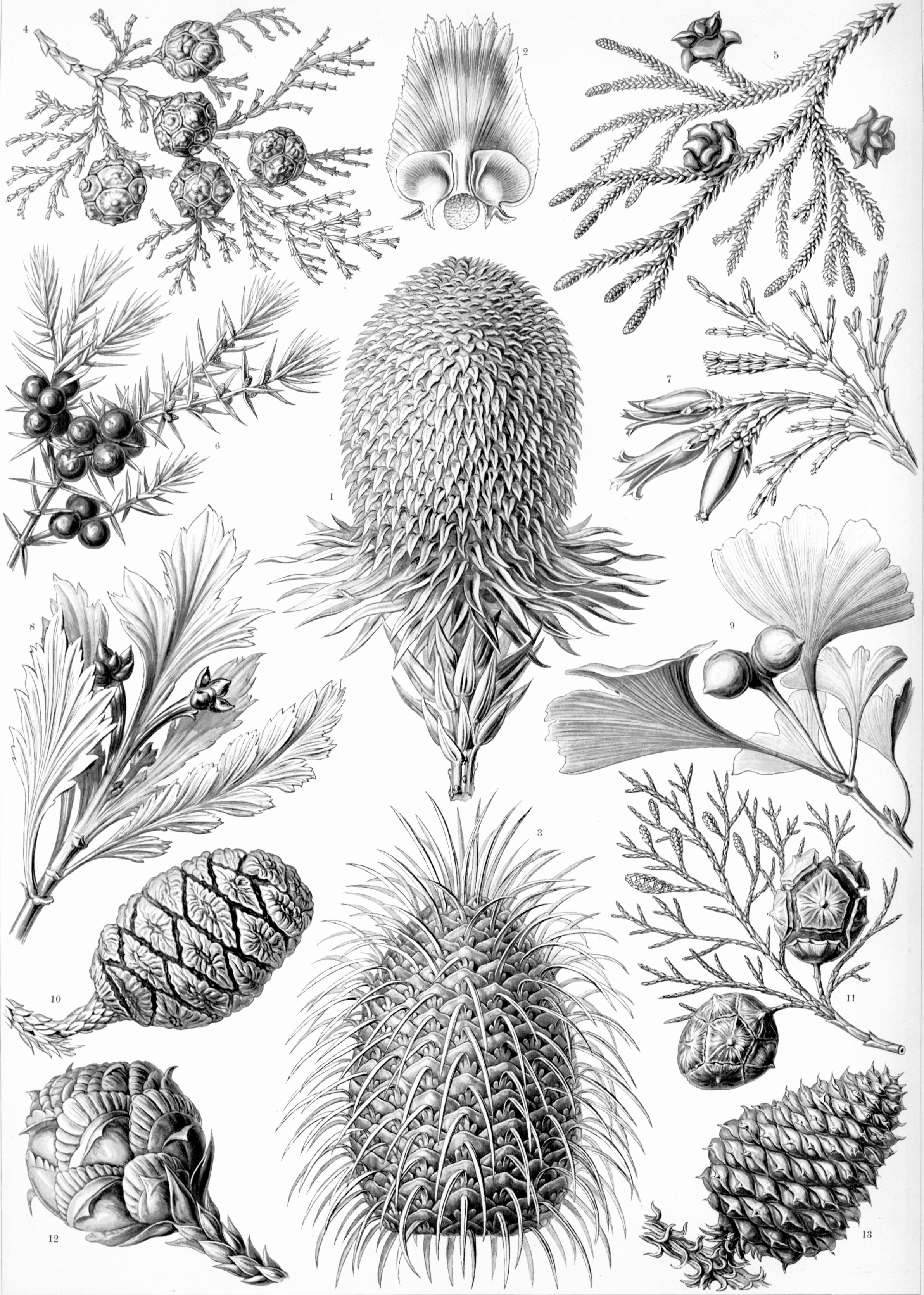
裸子植物 （Coniferae）
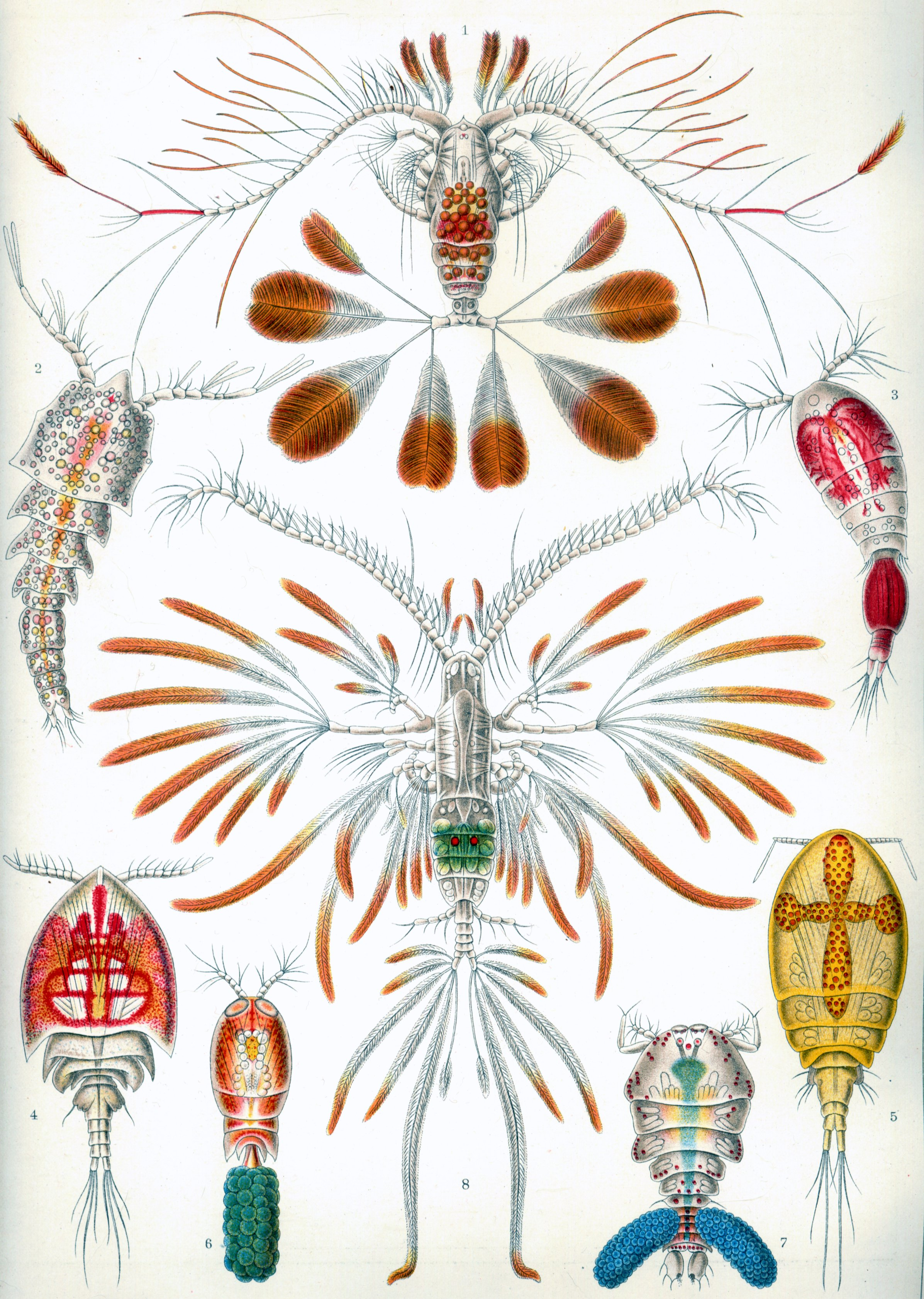
橈腳類 （Copepoda）
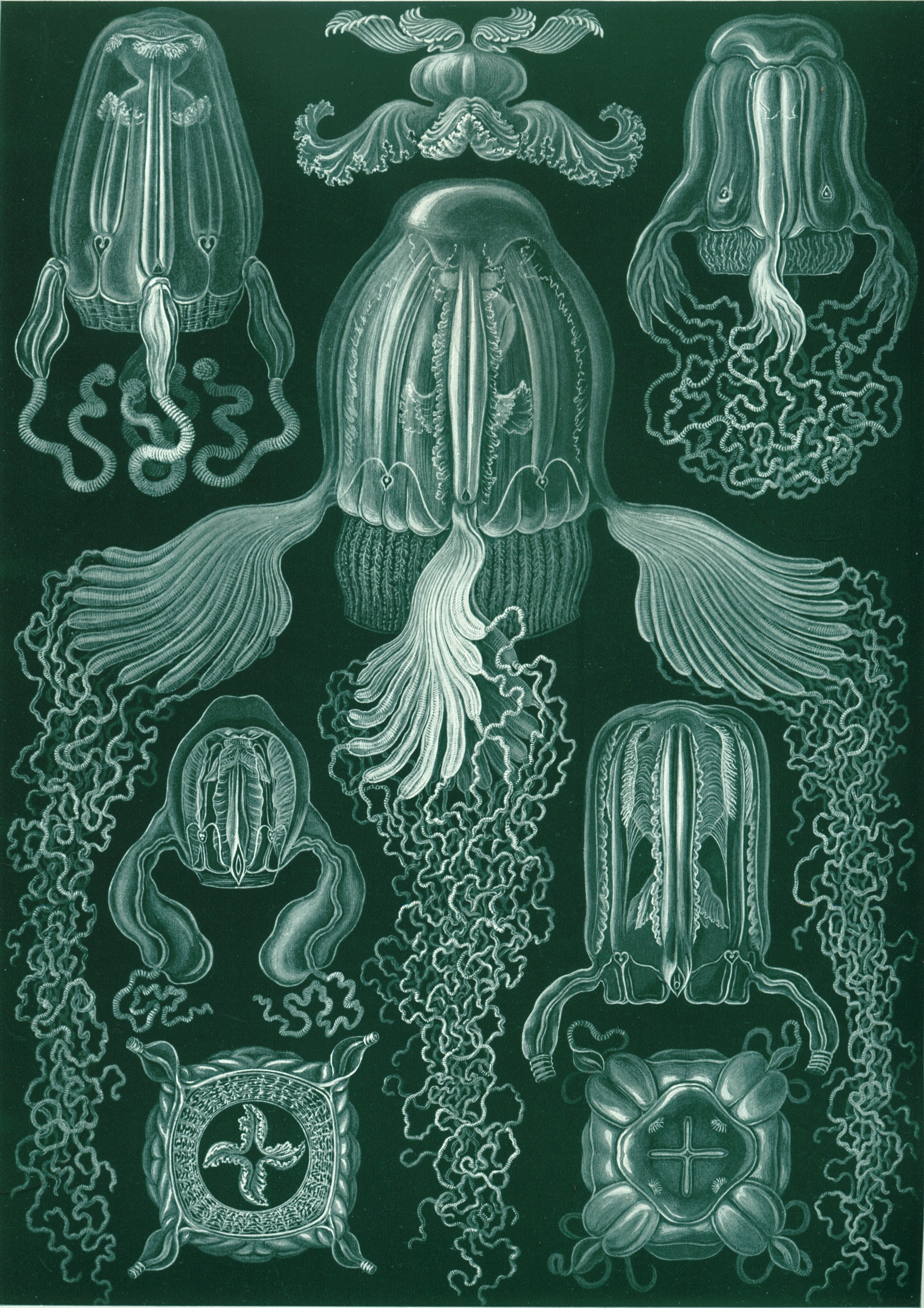
立方水母綱 （Cubomedusae）
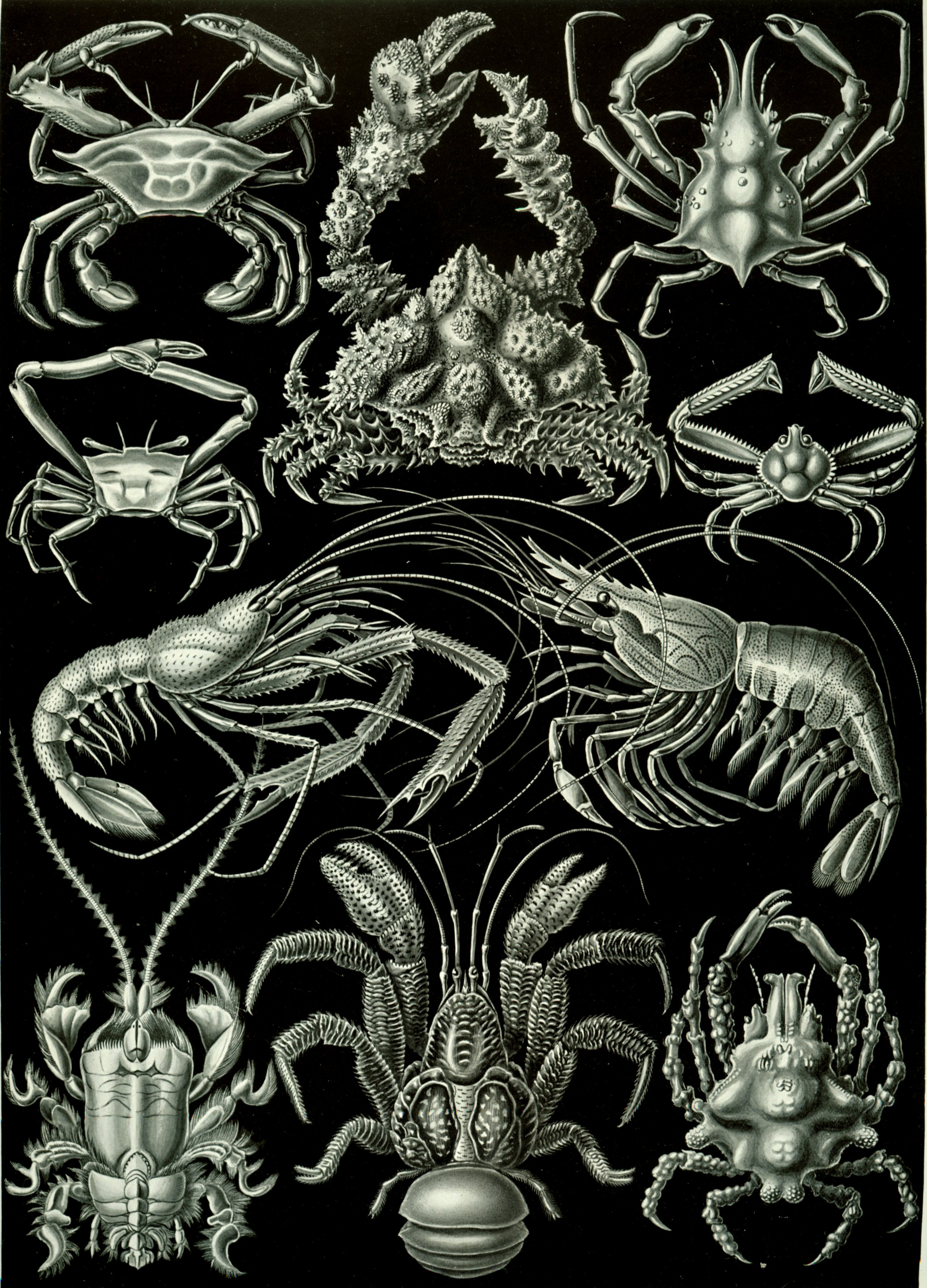
十足目 （Decapoda）
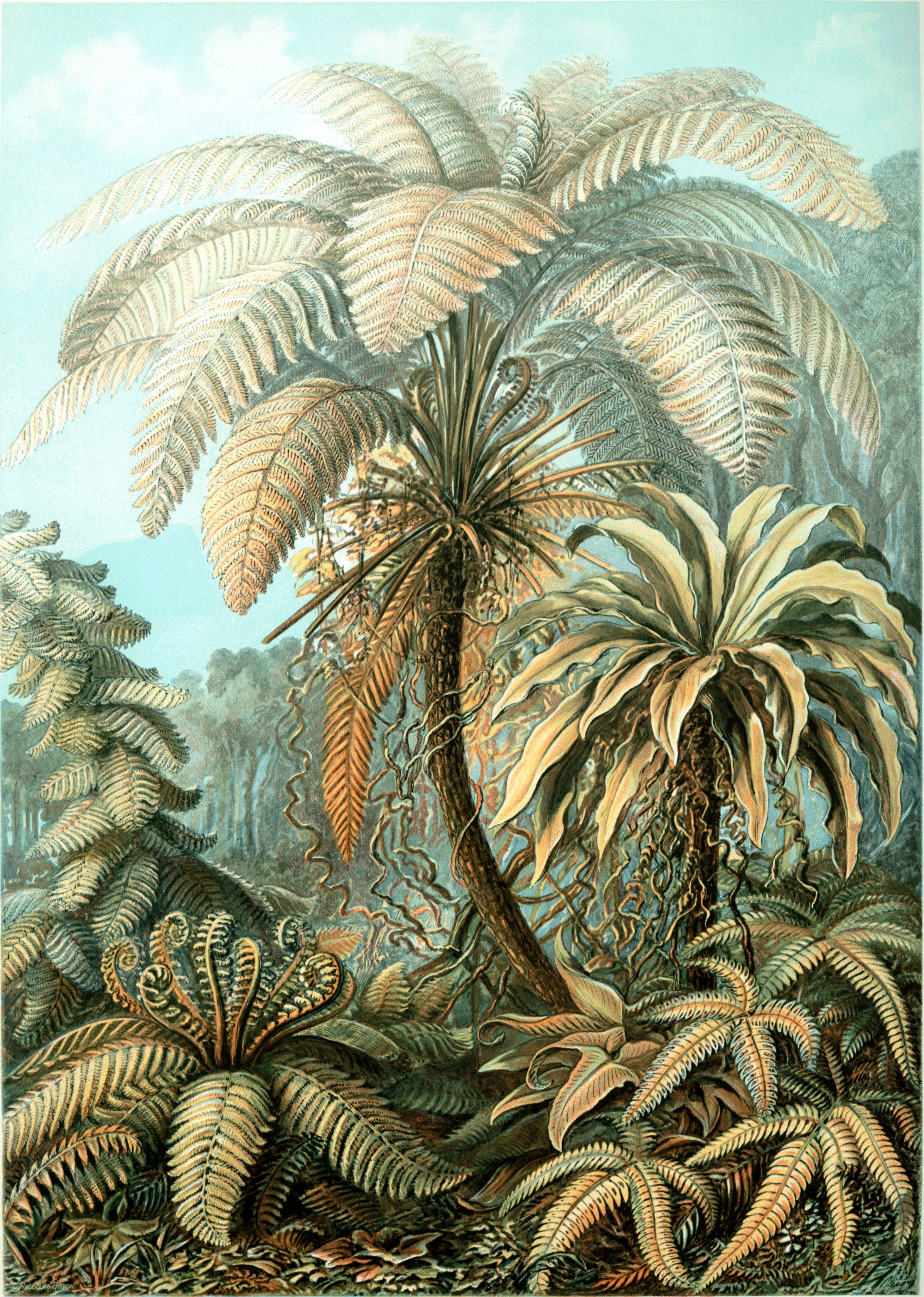
真蕨綱 （ Filicinae）
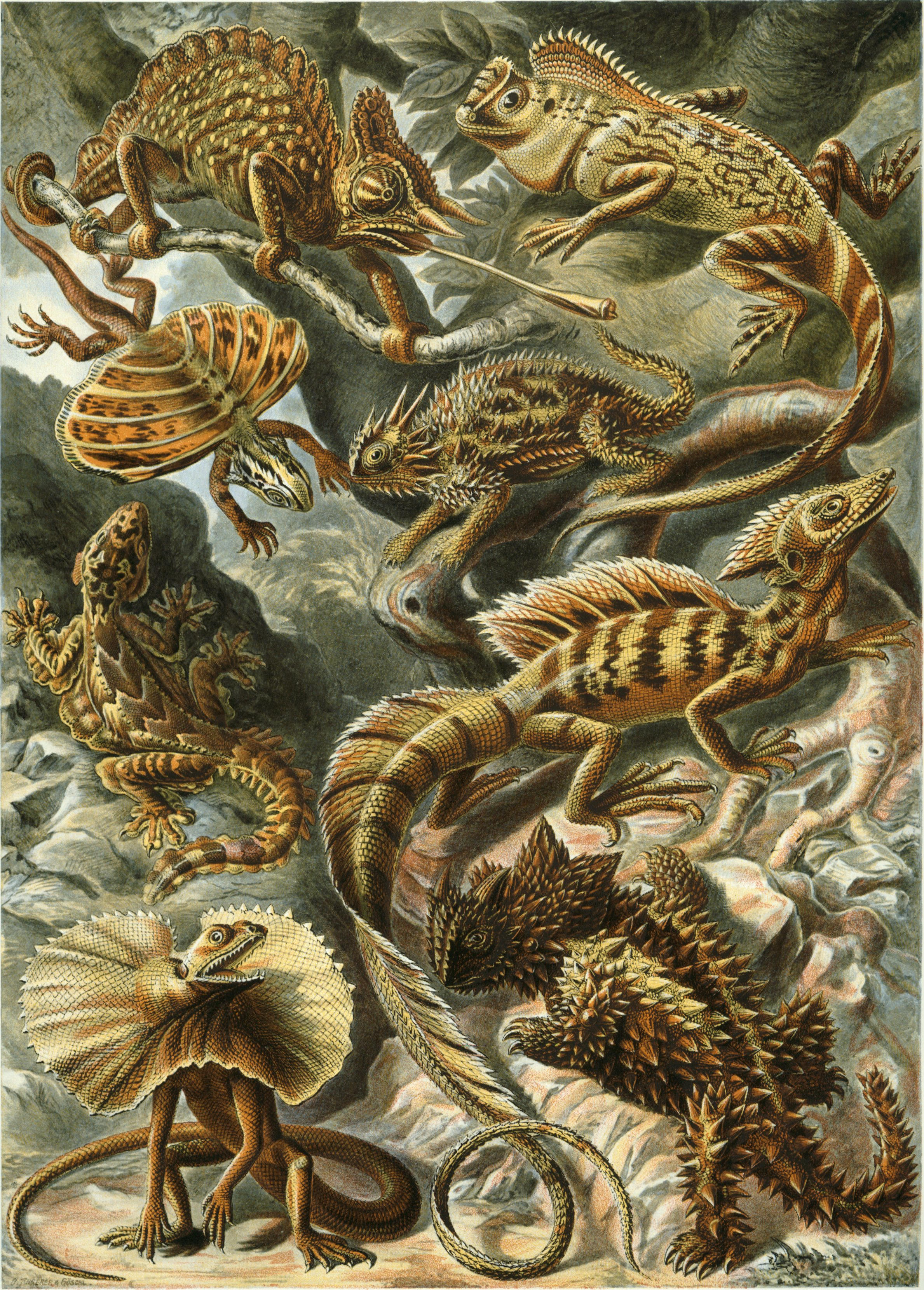
蜥蜴 （Lacertilia）
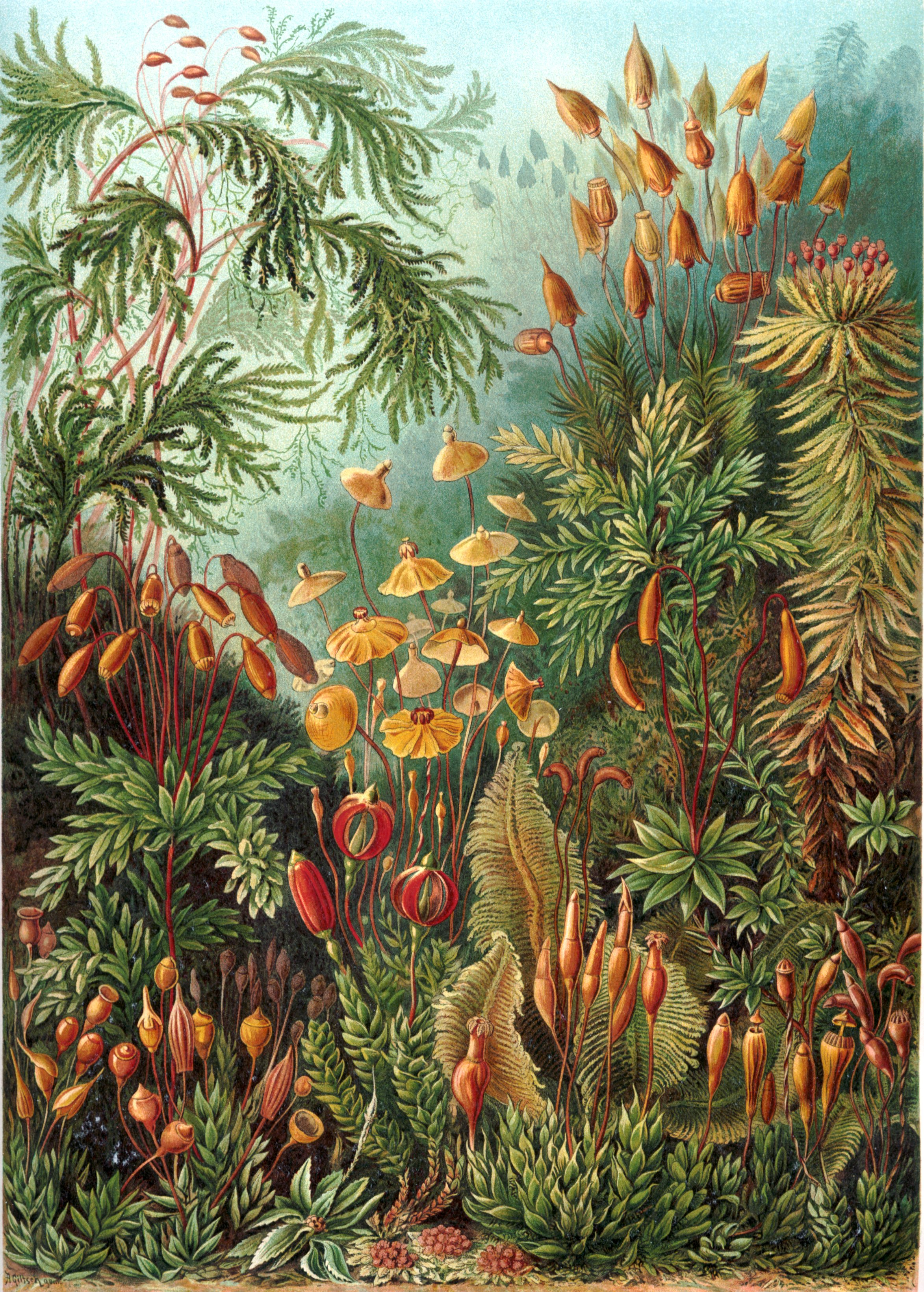
苔蘚植物門 （Muscinae）
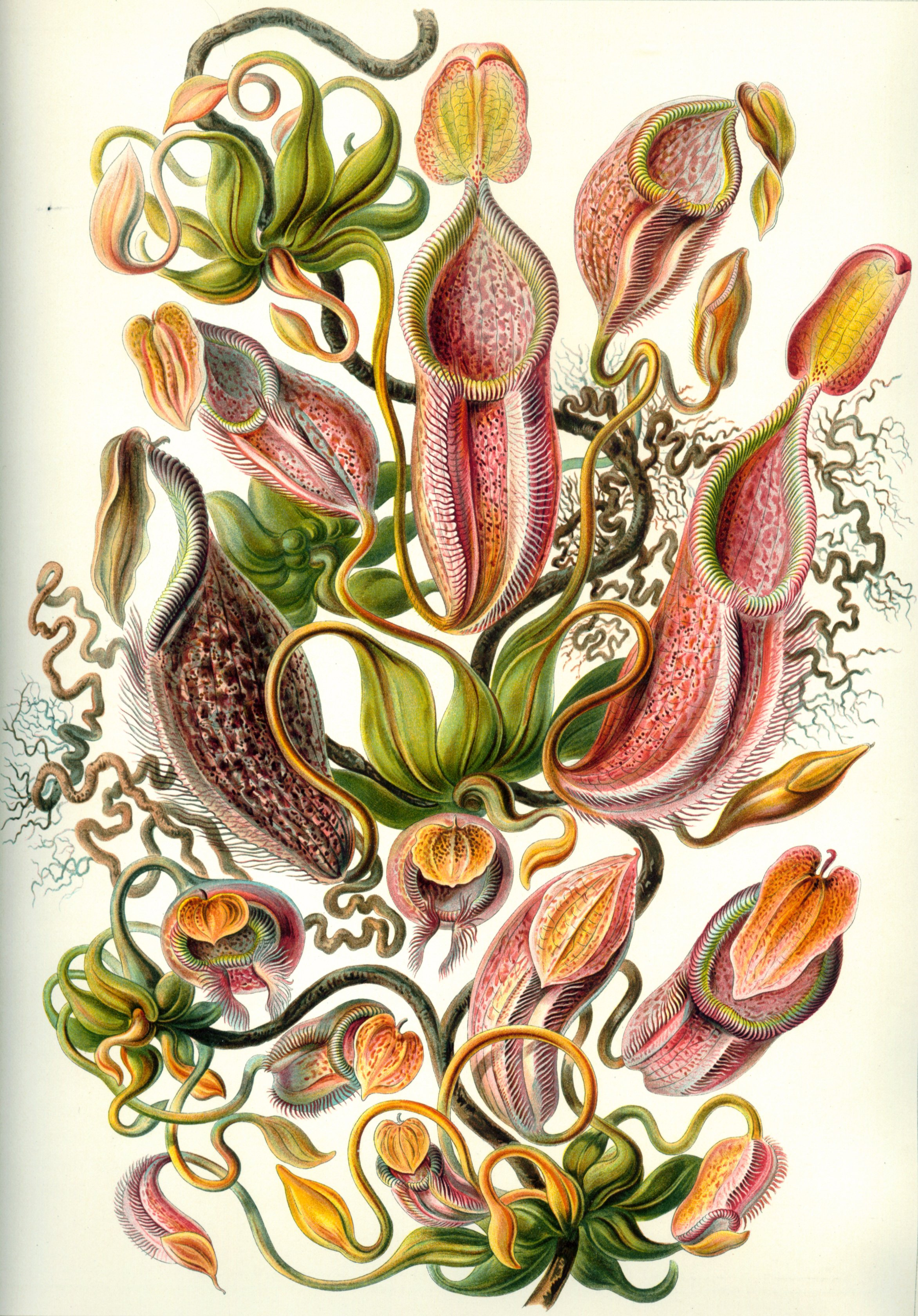
豬籠草 （Nepenthaceae）
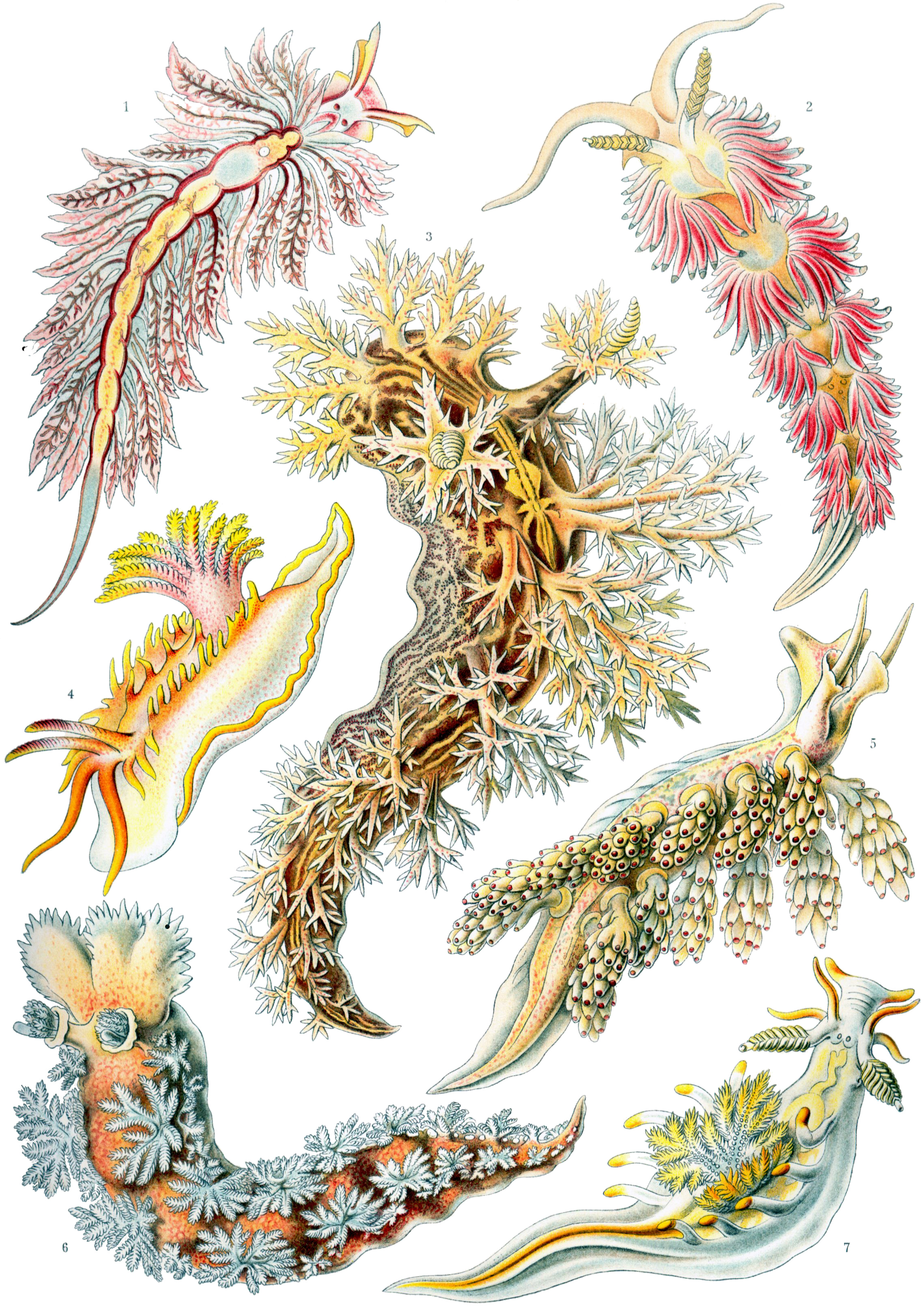
裸鰓類 （Nudibranchia）
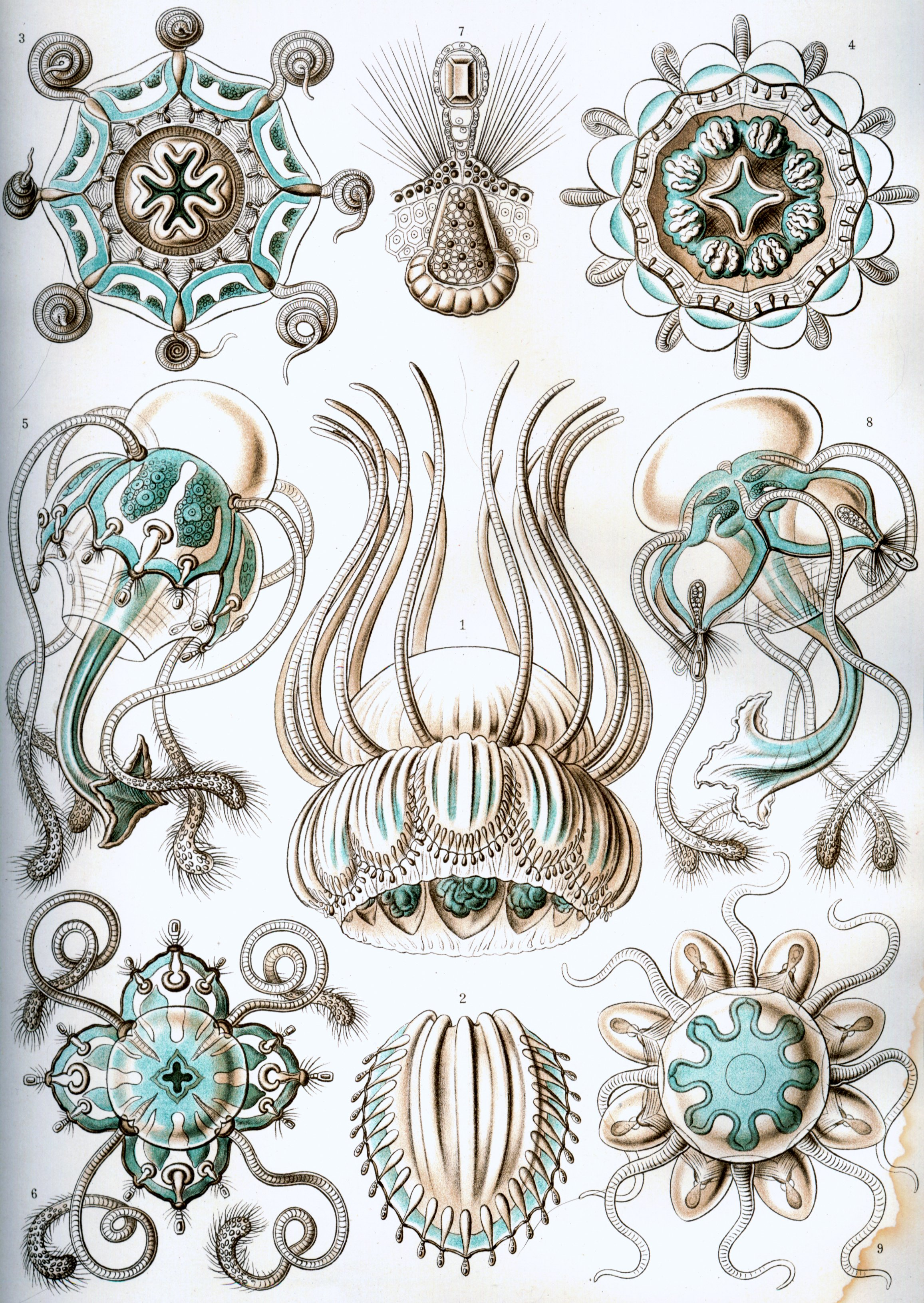
剛水母亞目（Narcomedusae）
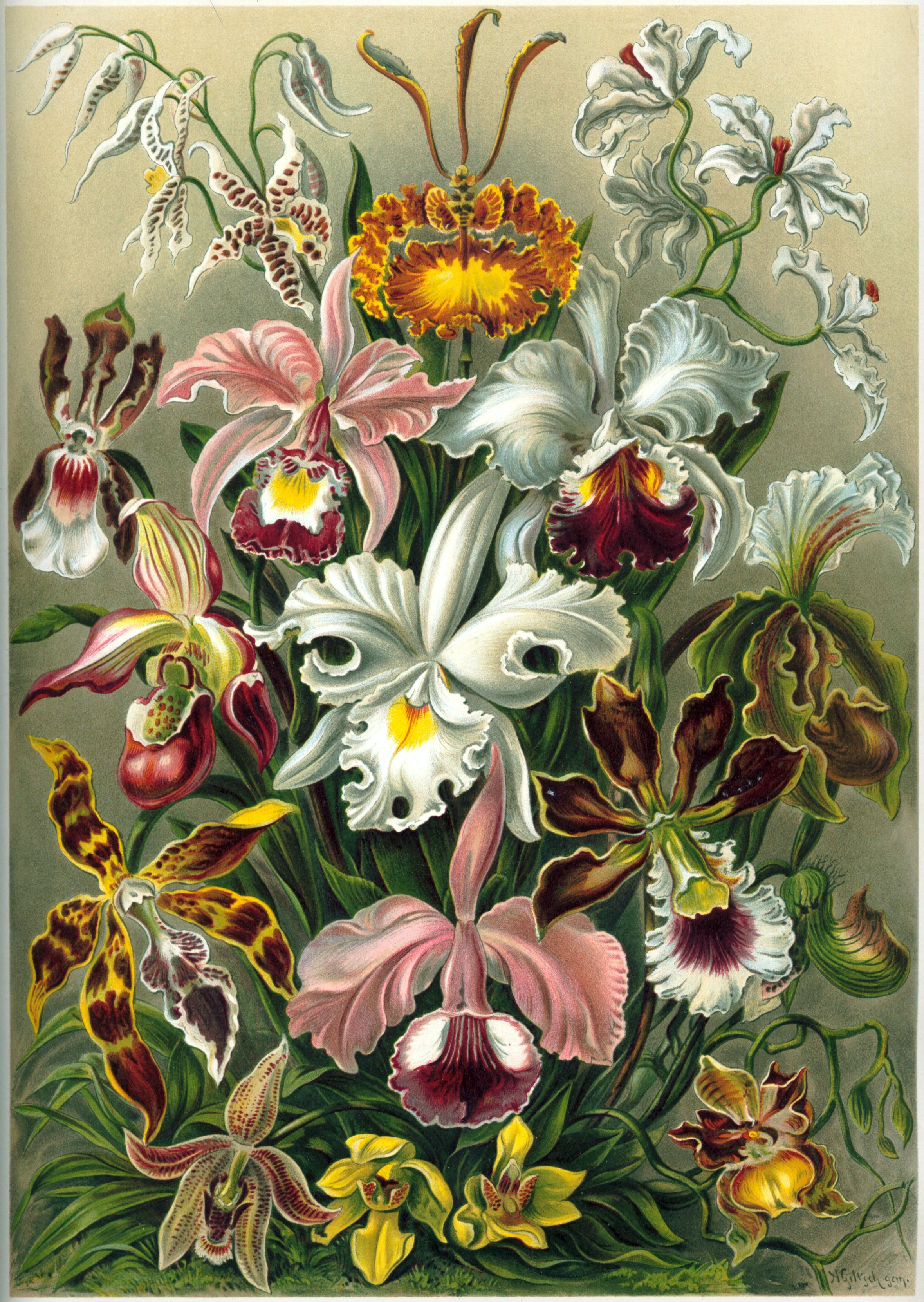
蘭科 （Orchidae）
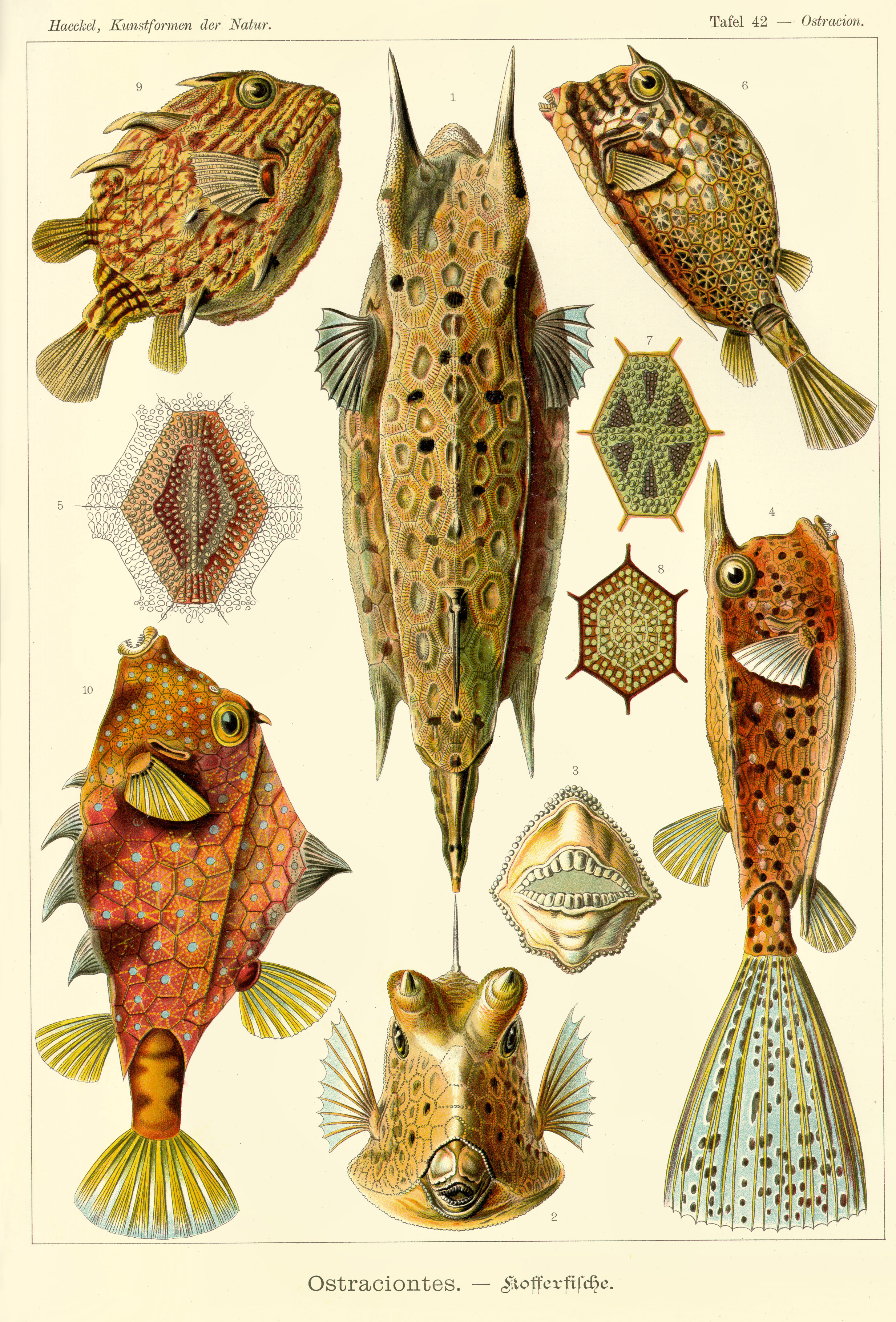
魨形目 （Ostraciontes）
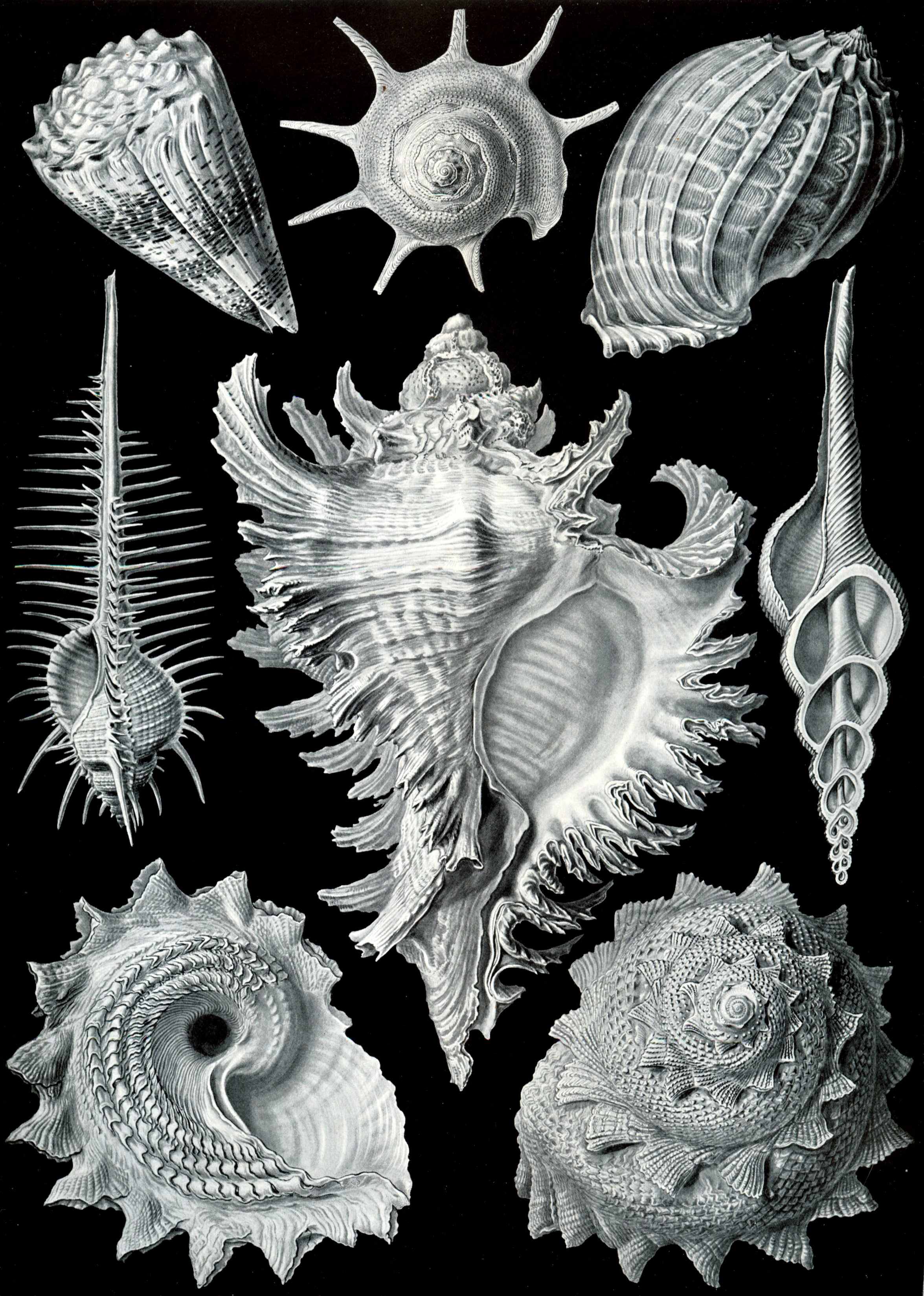
前鰓亞綱 已废止（Prosobranchia）
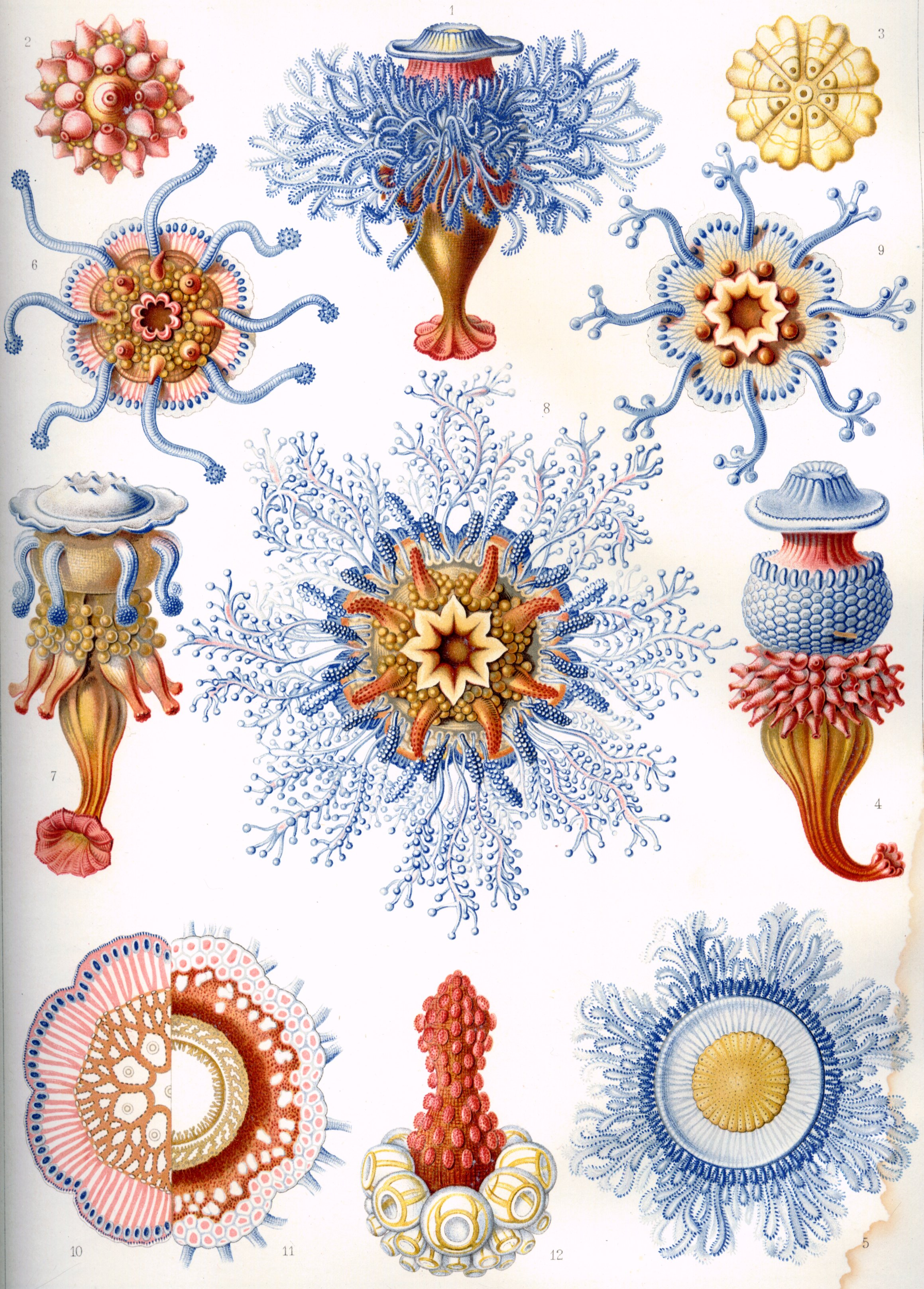
管水母目（Siphonophorae）
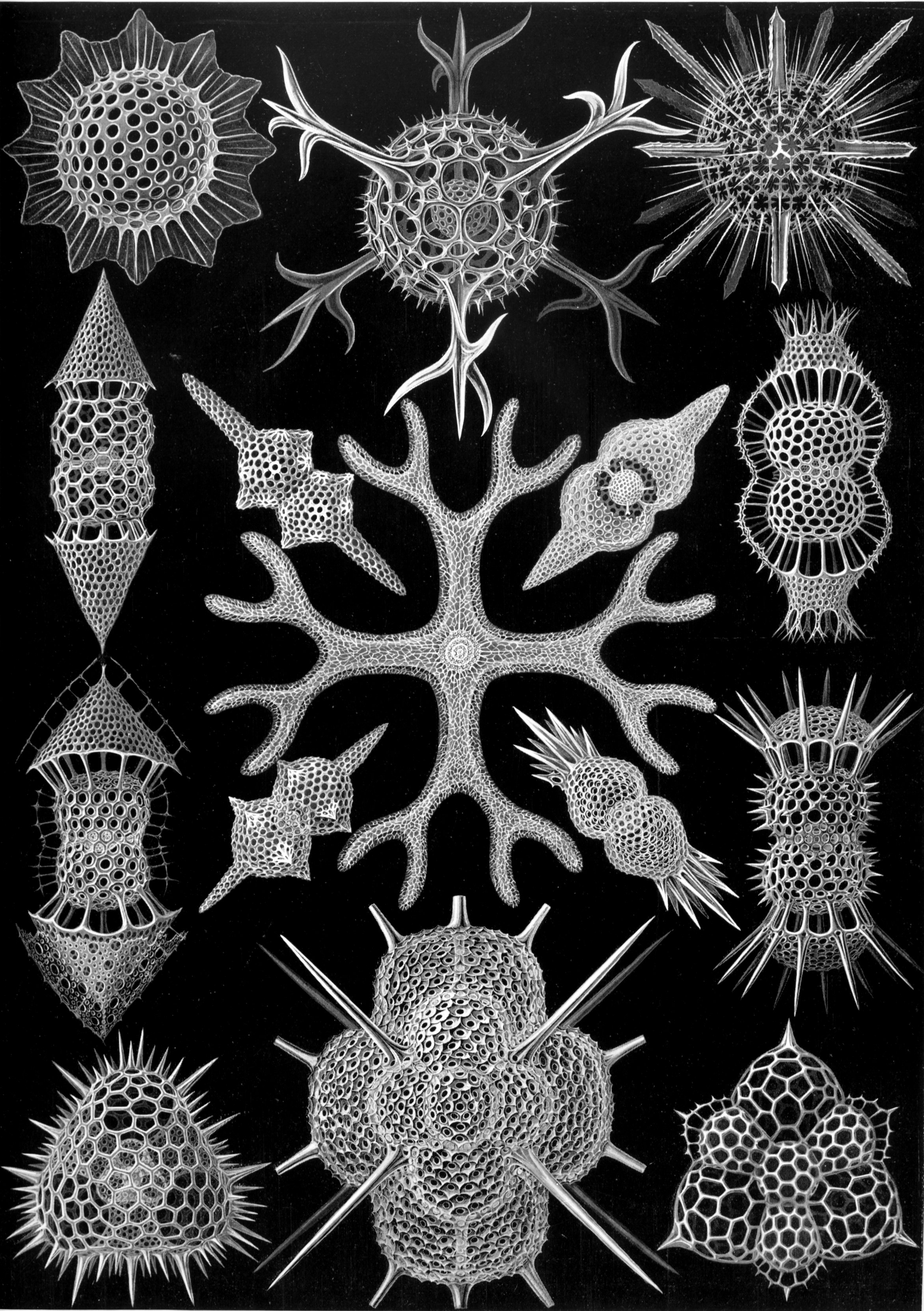
Spumellaria
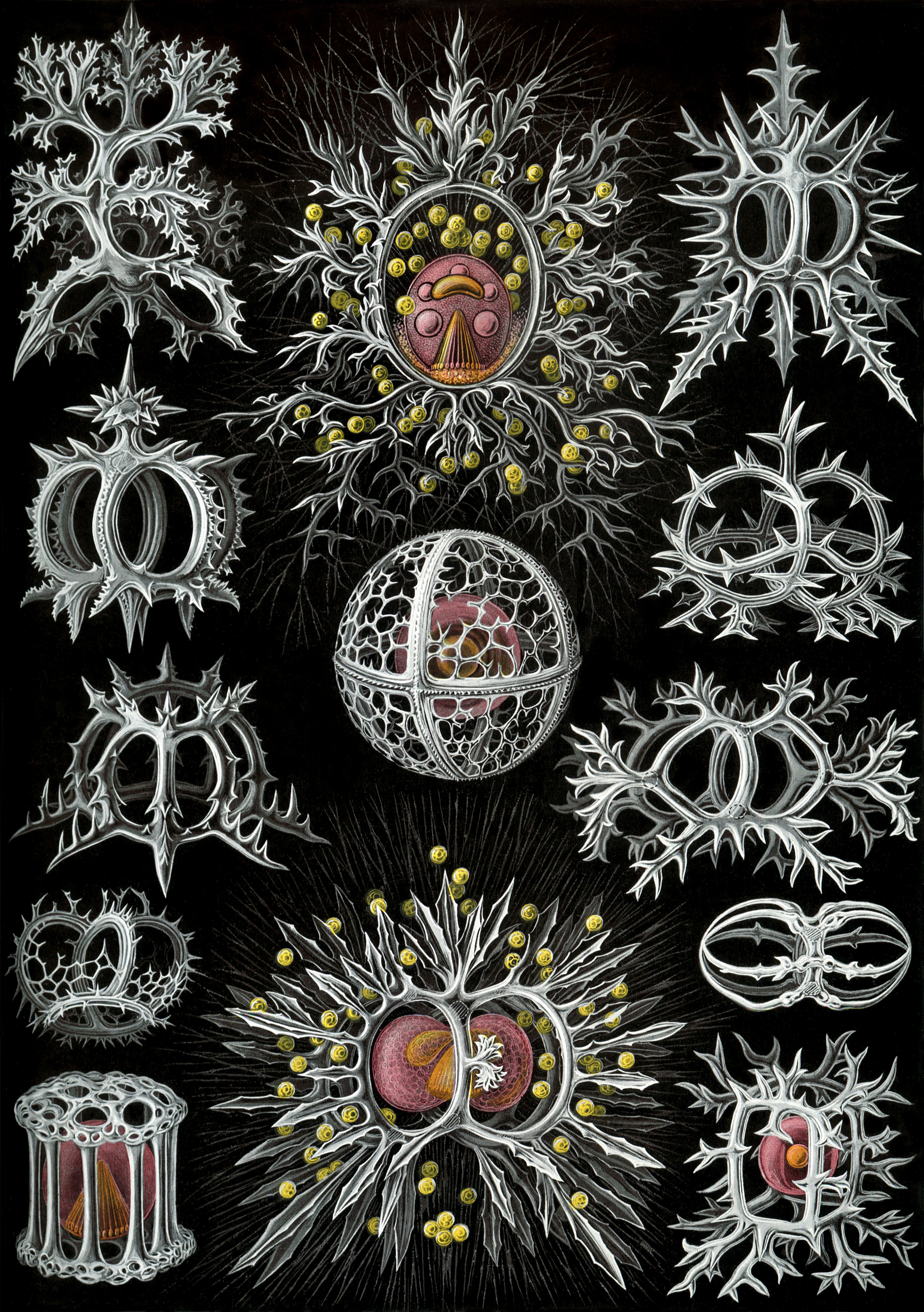
放射蟲（Stephoidea）
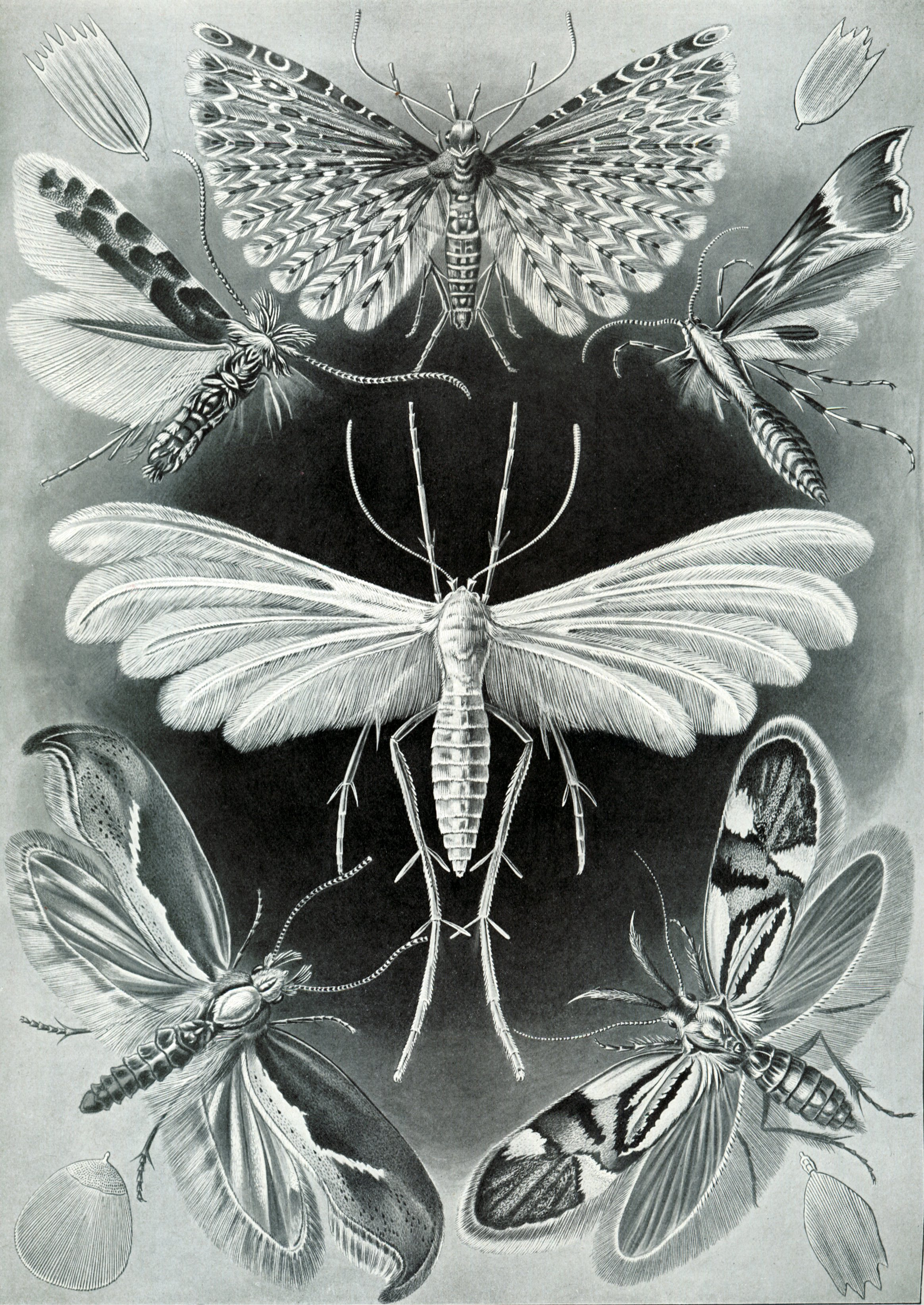
蛾 （Tineida）
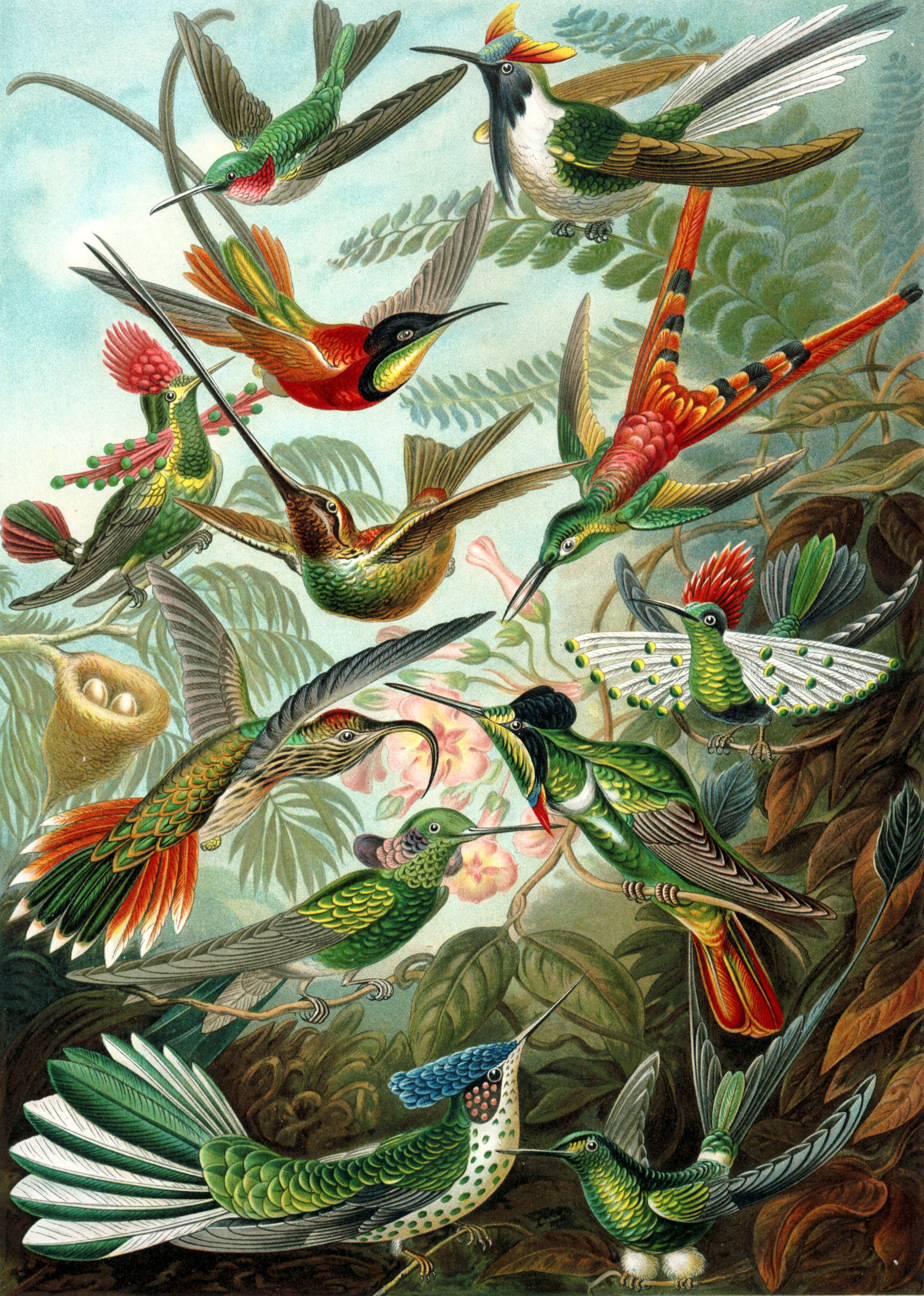
蜂鳥 （Trochilidae）
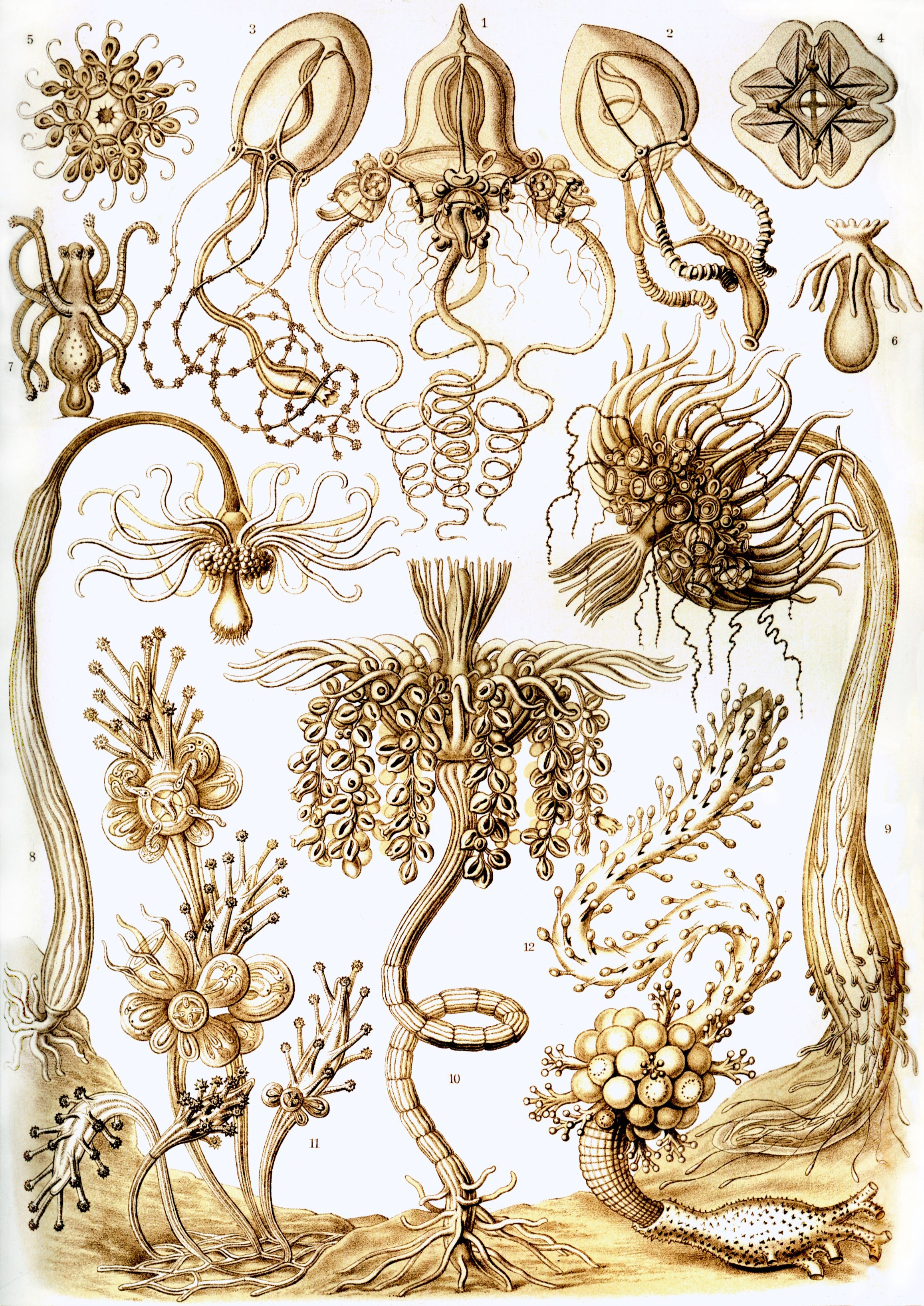
（Tubulariae）

## 相关
- 科勒药用植物

## 外部連結
- Marine Biological Laboratory Library - An exhibition of material on Haeckel, including background on many Kunsformen der Natur plates.

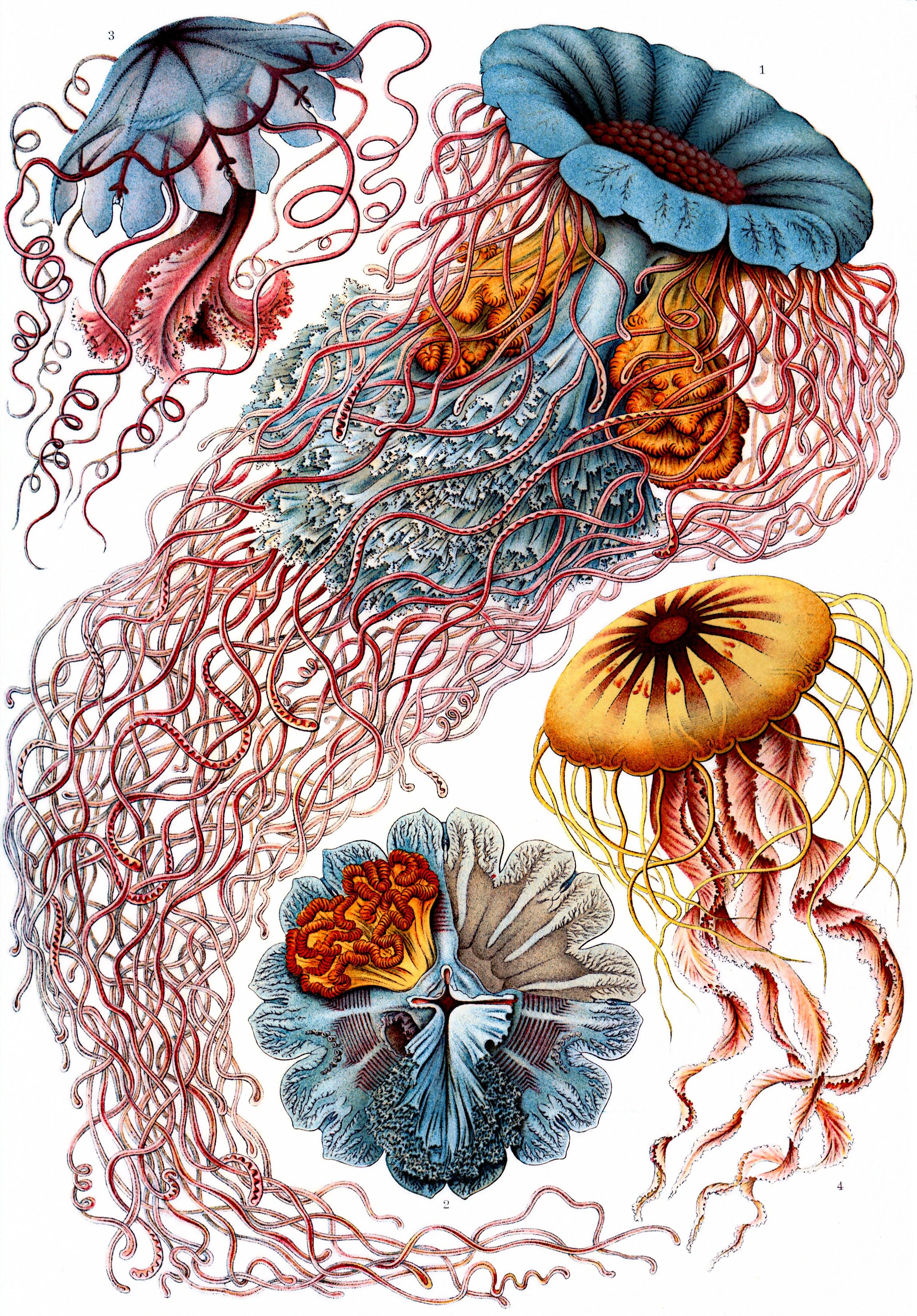
第八版的圓盤水母目，圖中的生物是Desmonema annasethe。這種生物的長觸鬚令海克爾想到他亡妻的長髮

- University Art Gallery, University of Massachusetts Dartmouth - An Ernst Haeckel exhibition from 2005 pairing prints from Kunstformen der Natur with modern sculptures.
- Kurt Stüber's Biolib - An online version of Kunstformen der Natur with 300 dpi scans of the 100 plates, their scheme plates, the accompanying description, table of contents and supplement pages.